# Róma
Róma (olaszul és latinul: Roma) Olaszország fővárosa, Lazio régió központja, a hajdani Római Birodalom központja. Az ország legnagyobb és legnépesebb városa 1285,3 km²-en mintegy 2,8 millió lakossal, az Európai Unió harmadik legnépesebb városa. Területébe ékelve található a Vatikán, a római katolikus egyház központja, a pápa székhelye, a világ legkisebb független állama. Nagy kiterjedésű történelmi központja az UNESCO Világörökség része. Múzeumai és műemlékei, mint például a Vatikán múzeumai és a Colosseum a világ 50 leglátogatottabb turisztikai célpontjai között vannak.
Róma története 28 évszázadot ölel fel. Míg a római mitológia Kr.e. 753 körül datálta Róma alapítását, a hely sokkal régebb ideje lakott volt, így csaknem három évezred óta jelentős település, és Európa egyik legrégebbi, folyamatosan lakott városa. A város korai lakossága latinok, etruszkok és szabinok keverékéből származott. Végül a város a Római Királyság, a Római Köztársaság, majd a Római Birodalom fővárosává vált, melyet sokan a legelső metropolisznak tekintenek. Tibullus római költő hívta először az Örök városnak (latinul: Urbs Aeterna; olaszul: La Città Eterna) a Kr.e. 1. században, és ezt a kifejezést Ovidius, Vergilius és Livius is átvette. Emellett Rómát Caput Mundinak (a világ fővárosa) is nevezik. A birodalom nyugati bukása után, (amely a középkor kezdetét jelentette) Róma lassan a pápaság politikai irányítása alá került, és a 8. században a Pápai állam fővárosává vált, mely 1870-ig tartott. A reneszánsztól kezdve V. Miklós óta szinte minden pápa négyszáz éven keresztül koherens építészeti és városi programot folytatott, amelynek célja volt, hogy a várost a világ művészeti és kulturális központjává tegye. Ily módon Róma először a reneszánsz egyik fő központja lett, majd a barokk stílus és a neoklasszicizmus szülőhelyévé vált. Híres művészek, festők, szobrászok és építészek tették Rómát tevékenységük középpontjává, remekműveket alkotva az egész városban. 1871-ben Róma az Olasz Királyság fővárosa lett, 1946-óta pedig az Olasz Köztársaság fővárosa.
2019-ben Róma a világ 11. leglátogatottabb városa volt 10,1 millió turistával, a harmadik leglátogatottabb az Európai Unióban, és Olaszország legnépszerűbb turisztikai célpontja. Az 1960-as nyári olimpiai játékok házigazdája, Róma az Egyesült Nemzetek több szakosított ügynöksége, például az Élelmezésügyi és Mezőgazdasági Világszervezet (FAO), a Világélelmezési Program (WFP) és a Nemzetközi Mezőgazdasági Fejlesztési Alap (IFAD) székhelye. Róma üzleti negyedében számos olaj-, gyógyszeripar- és pénzügyi szolgáltatással foglalkozó vállalat található. A neves nemzetközi márkák jelenléte a városban Rómát a divat és a dizájn fontos központjává tette, és itt található a Cinecittà Studios is, mely Európában a legnagyobb.

## Nevének eredete
A régi római legendák a település nevét Romulus nevére vezetik vissza, akit a hagyomány a város alapítójának és első uralkodójának tart, de a történészek álláspontja szerint ő mitológiai alak, s inkább Róma nevéből alkották meg Romulus nevét, Ugyanakkor a Romulus-legenda történelmi háttere a mai napig tisztázatlan.
A legelfogadhatóbbnak látszó feltevés szerint a város neve a Tevere (Tiberisz) archaikus nevére, a Rumon/Rumen alakra vezethető vissza, amely talán etruszk eredetű.

## Fekvése
A Tiberis (mai nevén Tevere) és Aniene folyók találkozásánál fekszik.
Róma a Tiberis bal partjának hét dombjára épült, központja a tengerparttól körülbelül 30 kilométerre terül el. Két reptere van, közvetlen vasúti és közúti összeköttetésben áll Európa több országával. Olaszország úthálózatának az egyik fő központja. A várost a Grande Raccordo Anulare főútja (GRA) fogja gyűrűbe.
Róma hét dombja a Palatinus, a Capitolinus, a Caelius, az Aventinus, az Esquilinus, a Quirinalis és a Viminalis. E legendás hét halmon kívül a császárság alatt a városhoz csatolták még északon a gyéren lakott Pinciust és a Mons Ianiculust. A Mons Vaticanust (bár szintén lakott terület volt) nem számították a városhoz Aurelianus császár idejéig.

## Éghajlata
A város éghajlata mediterrán enyhe szárazföldi behatással: a nyár forró, a tél többnyire enyhe. Csapadékban gazdag város: a nyarat leszámítva gyakorinak mondható az eső. Leghidegebbek a téli hónapok, ekkor átlagosan 8-10 fok körül van, de a hőérzetet jelentősen rontja a tenger felől érkező párás levegő. Éjszakai fagy előfordulhat. A havazás sem példátlan jelenség, sőt: ha a Szibériából érkező hideg levegő eléri a Csizmát, a mediterrán nedves levegővel érintkezve különösen erős hóviharok keletkeznek, erre azonban nagyon ritkán kerül sor, főleg azért, mert az országot függőleges irányban körös-körül szövik a magashegységek (Alpok, Appeninek), melyek felfogják az északról érkező légtömegeket. A környező magas hegységek egyúttal a szárazföldi hatást is erősítik a közeli tengerrel szemben, így (2000-ig) a valaha mért legalacsonyabb hőmérséklet -9,8 fok volt. A város mögött elterülő hegyeket október és április között hó fedi. A nyár jelentős hőhullámokkal járhat, nem ritkán állandósul 30 fok fölötti hőmérséklet. A kánikulát a hőérzet tekintetében a tenger felől érkező szellők enyhítik. A csapadék eloszlása egyenletes: tavasztól nyárig gazdag csapadékban, de heves esőzések nyáron sem ritkák. 
| Hónap                           | Jan. | Feb. | Már. | Ápr. | Máj. | Jún. | Júl. | Aug. | Szep. | Okt. | Nov. | Dec. | Év   |
| ------------------------------- | ---- | ---- | ---- | ---- | ---- | ---- | ---- | ---- | ----- | ---- | ---- | ---- | ---- |
| Átlagos max. hőmérséklet (°C)   | 11,9 | 13,0 | 15,2 | 17,7 | 22,8 | 26,9 | 30,3 | 30,6 | 26,5  | 21,4 | 15,9 | 12,6 | 20,4 |
| Átlaghőmérséklet (°C)           | 7,5  | 8,2  | 10,2 | 12,6 | 17,2 | 21,1 | 24,1 | 24,5 | 20,8  | 16,4 | 11,4 | 8,4  | 15,2 |
| Átlagos min. hőmérséklet (°C)   | 3,1  | 3,5  | 5,2  | 7,5  | 11,6 | 15,3 | 18,0 | 18,3 | 15,2  | 11,3 | 6,9  | 4,2  | 10,0 |
| Átl. csapadékmennyiség (mm)     | 67   | 73   | 58   | 81   | 53   | 34   | 19   | 37   | 73    | 113  | 115  | 81   | 804  |
| Havi napsütéses órák száma      | 120  | 132  | 167  | 201  | 263  | 285  | 331  | 297  | 237   | 195  | 129  | 111  | 2468 |
| Forrás: Servizio Meteorologico, |      |      |      |      |      |      |      |      |       |      |      |      |      |

## Történelem
Alapításának története a mondák ködébe vész. A legenda szerint a várost a rómaiak hadistenének, Marsnak a fiai, Romulus és Remus alapította.
A történészek szerint alapítása Kr.e. 753-ra tehető.
Történelme kezdeti idején hét dombon és a dombok között elterülő völgyekben épült.
Az egykori kicsiny királyság csakhamar köztársasággá alakult át, s a Kr. e. 4. századtól szinte szakadatlan, szerencsés háborúkban előbb Itália nagy részét, majd a legveszedelmesebb vetélytárs, Karthágó legyőzése után lassanként az egész akkor ismert világ jelentős részét meghódította. 

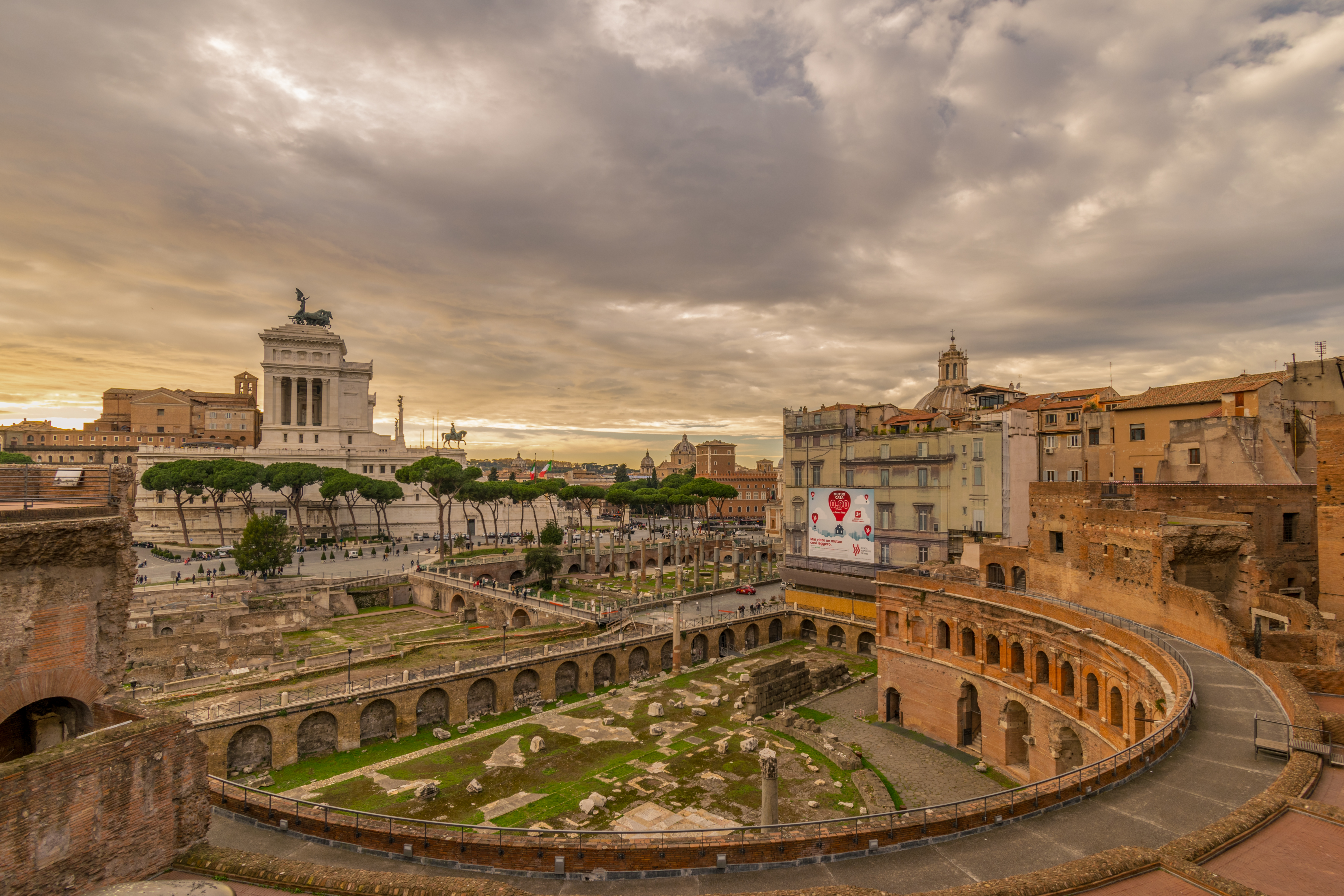
A Forum Romanum

Egykor a római világbirodalom, majd a pápaság székhelye és a nyugati keresztény világ központja, majd az olasz királyság, végül az olasz köztársaság fővárosa.

## Közigazgatás
Róma közigazgatásilag 2013 óta tizenöt önkormányzatból (Municipi; egyes számban: Municipio) áll, amelyek további területekre osztottak.

Róma önkormányzatai 2013 óta

| Önkormányzat                                    | Terület (km²) | Népesség (2016) | Népsűrűség (fő/km²) | Hely |
| ----------------------------------------------- | ------------- | --------------- | ------------------- | ---- |
| Municipio I Óváros                              | 19,910        | 185 432         | 9314                |      |
| Municipio II Parioli/Nomentano                  | 13,672        | 168 364         | 12 314              |      |
| Municipio III Monte Sacro                       | 97,82         | 205 019         | 2096                |      |
| Municipio IV Tiburtina                          | 49,152        | 176 981         | 3600                |      |
| Municipio V Prenestino/Centocelle               | 26,98         | 247 302         | 9167                |      |
| Municipio VI Roma Delle Torri                   | 113,355       | 257 534         | 2271                |      |
| Municipio VII Appio-Latino/ Tuscolano/Cinecittà | 46,750        | 308 075         | 6589                |      |
| Municipio VIII Appia Antica                     | 47,292        | 131 181         | 2773                |      |
| Municipio IX EUR                                | 183,171       | 182 026         | 993                 |      |
| Municipio X Ostia/Acilia                        | 150,643       | 231 723         | 1538                |      |
| Municipio XI Arvalia/Portuense                  | 70,875        | 155 586         | 2195                |      |
| Municipio XII Monte Verde                       | 73,125        | 141 107         | 1929                |      |
| Municipio XIII Aurelia                          | 68,670        | 134 147         | 1953                |      |
| Municipio XIV Monte Mario                       | 131,283       | 191 776         | 1460                |      |
| Municipio XV Cassia/Flaminia                    | 186,705       | 159 984         | 856                 |      |
| Összesen                                        | 1285,31       | 2 877 215       | 2239                |      |

## Politika
A város polgármesterét 1946 és 1993 között a város képviselőtestülete választotta meg. Ez idő alatt 1946 és 1976 között megszakítás nélkül kereszténydemokrata vezetésű volt. 1976–1985 között kommunista, 1985–1989 között kereszténydemokrata vezetése volt a városnak. 1989 és 1993 között a Baloldali Demokratikus Párt jelöltje vezette a várost. 1993 óta közvetlenül választható a polgármester az országban. Azóta a város inkább a baloldali vezetésű volt.

### Polgármesterek
- 1993–2001: Francesco Rutelli – Balközép koalíció (Haladók Szövetsége + Olajfa)
- 2001–2008: Walter Veltroni – Olajfa
- 2008–2013: Gianni Alemanno – Szabadság Népe
- 2013–2015: Ignazio Marino – Demokrata Párt
- 2016-2021: Virginia Raggi – 5 Csillag Mozgalom
- 2021– Roberto Gualtieri – Demokrata Párt (PD)

## Városszerkezet

### Építészet

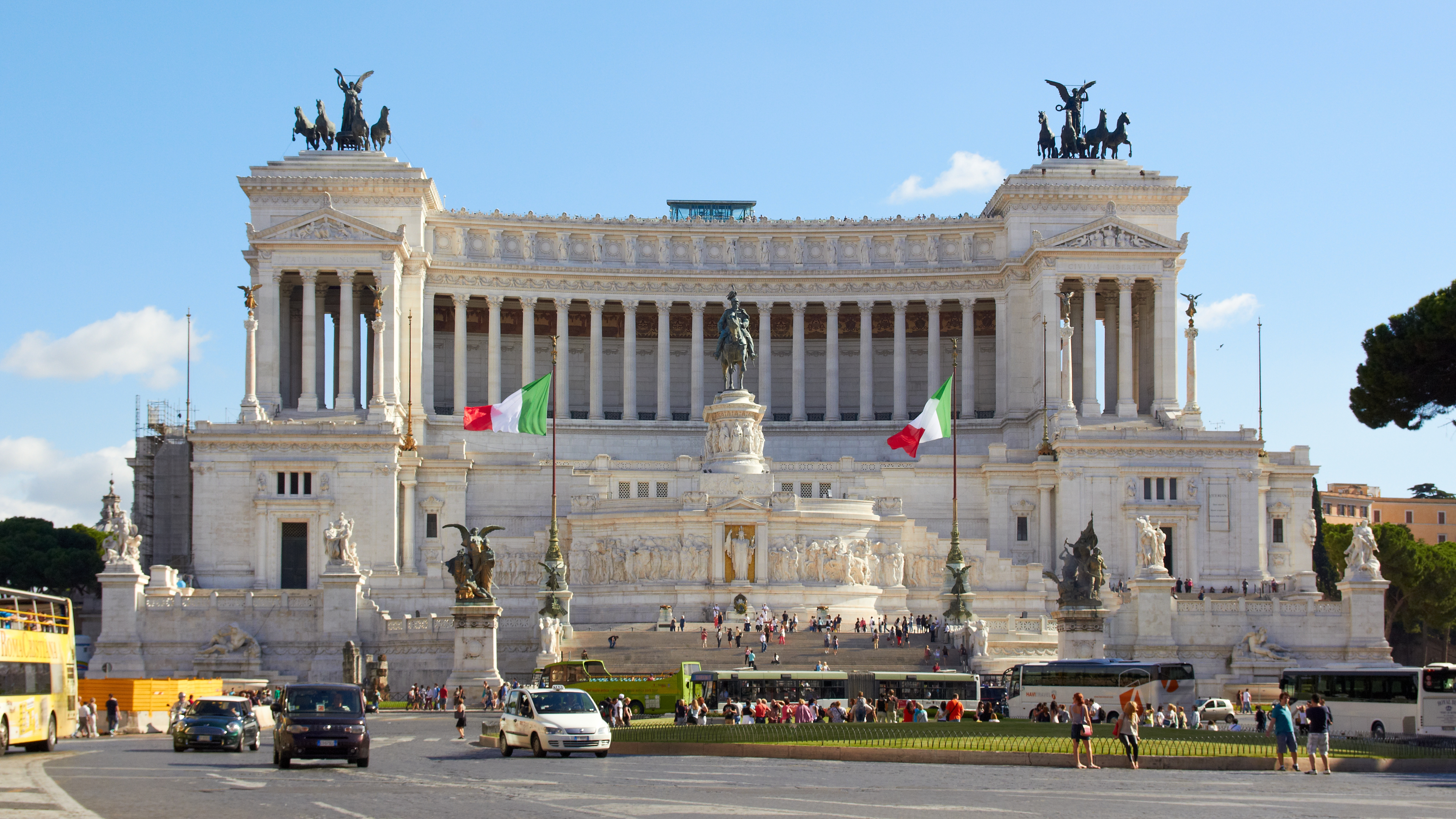
A II. Viktor Emánuel-emlékmű

A Colosseum

Róma utcaképei az évszázadokkal együtt változtak. A legnagyobb változások az ókori császárság, majd a 20. századi fasizmus korában történtek. Ekkor épültek a legnagyobb és a város számára legjelentősebb épületek. 
Rómából indultak olyan klasszikus építészeti formák mint a boltív, a kupola és a boltozat is. 
Az ókorban épült a Római Birodalom egyik legfőbb szimbóluma, a Colosseum. Ez a világ legnagyobb eddig épített amfiteátruma. Az épület 60 ezer nézőt tudott befogadni, akik elsősorban a gladiátorharcok megtekintése végett látogattak ide. Más jelentős, ebben az időben épült épületek, a Forum Romanum, a Domus Aurea, a Pantheon, a Traianus-oszlop, a Traianus fóruma, a Circus Maximus, a Caracalla fürdő, az Angyalvár (Castel Sant’ Angelo) és az Ara Pacis Augustae is.
A 11. század és a 13. század között román stílusban építkeztek, míg a középkor leköszöntével a reneszánsz stílus vette át a helyét, és az ezt követő barokk stílussal együtt ezeknek a stílusirányzatoknak a központja volt.
Bár a középkorra a város folyamatosan fejlődött és gazdagodott, valamint sorra épültek a terek, és sorra újították fel a templomok boltozatait, attól még ebben az időben nem épültek olyan hatalmas és jelentős épületek, mint az ókorban. Talán ez is az oka annak, hogy figyelmen kívül hagyják ezt az időszakot a város építészete terén. A legjelentősebb épületek, az ókeresztény Santa Maria Maggiore-bazilika és a hagyomány szerint Pál apostol halálának helyén épült San Paolo fuori le mura, Róma második legnagyobb bazilikája.
Róma a reneszánsz első számú központja a világon, őt követi Firenze. A Michelangelo tervei alapján épült Piazza del Campidoglio tér remek példa erre. Ebben az időben az arisztokrata családok pénzüket pazar épületek építésére szánták, így épült például a Quirinale-palota is, amely ma az Olasz Köztársaság elnökének székhelye. A barokk stílus legjelentősebb építményei közé tartozik a város egyik jelképe, a Trevi-kút is.

A Piazza del Campidoglio tér, a közepén Marcus Aurelius lovas szobrával

## Népesség
| Róma lakosságának változása | Róma lakosságának változása |
| --------------------------- | --------------------------- |
| 330                         | 1 000 000                   |
| 530                         | 100 000                     |
| 1000                        | 20 000                      |
| 1750                        | 156 000                     |
| 1800                        | 163 000                     |
| 1820                        | 140 000                     |
| 1850                        | 185 000                     |
| 1858                        | 182 000                     |
| 1871                        | 212 000                     |
| 1881                        | 273 000                     |
| 1901                        | 422 000                     |
| 1911                        | 518 000                     |
| 1921                        | 660 000                     |
| 1931                        | 930 000                     |
| 1936                        | 1 150 000                   |
| 1951                        | 1 651 000                   |
| 1961                        | 2 187 000                   |
| 1971                        | 2 781 000                   |
| 1981                        | 2 839 000                   |
| 1991                        | 2 775 000                   |
| 2001                        | 2 546 000                   |

A Római Birodalom idején több évszázadon át Róma volt a világ legnagyobb városa, amelynek egykori népességét több mint egymillió főre becsülik. A birodalom bukása után, a barbár betörések következtében a lakosság 20 000 főre csökkent, és csak a reneszánsz korában indult újra növekedésnek.
1870-ben, amikor Róma az újonnan megalakult Olasz Királyság fővárosa lett, kb. 200 000-en éltek itt.
Az 1894-es becslés szerint 456 664 lakost számlált Róma; a népesség növekedése leginkább a bevándorlásnak köszönhető. A talajképződés (a felső porhanyó vulkáni réteg alatt vízhatlan agyagréteg terül el), okául szolgált annak, hogy Rómában is endemikus volt a századforduló előtt a malária. A város területének beépítése következtében aztán a malária okozta halálesetek száma csökkent.
A 19. század utolsó évtizedeitől a második világháborúig Róma rohamosan nőtt, és a lakossága ismét elérte az 1 000 000-t.
A második világháború után, az 1950-es és 1960-as évek gazdasági fellendülése során Róma ismét nagy változásokat élt meg. Az 1980-as évek végén, illetve az 1990-es években a lakosság száma ismét csökkenni kezdett, mivel sokan a környező településekre költöztek – menekülve a forgalom és a környezetszennyezés elől.

### Etnikumok
A többi nyugat-európai fővároshoz hasonlóan Rómában is jelenleg nagyszámú bevándorló él. Az olasz statisztikai hivatal (ISTAT) 2005-ös becslése szerint 145 000-en laknak a városban, ami a teljes népesség 5,69%-a. Nagy részük az alábbi országokból érkezett: Románia, Fülöp-szigetek, Lengyelország, Albánia, Peru, Banglades és Ukrajna.

### Vallás

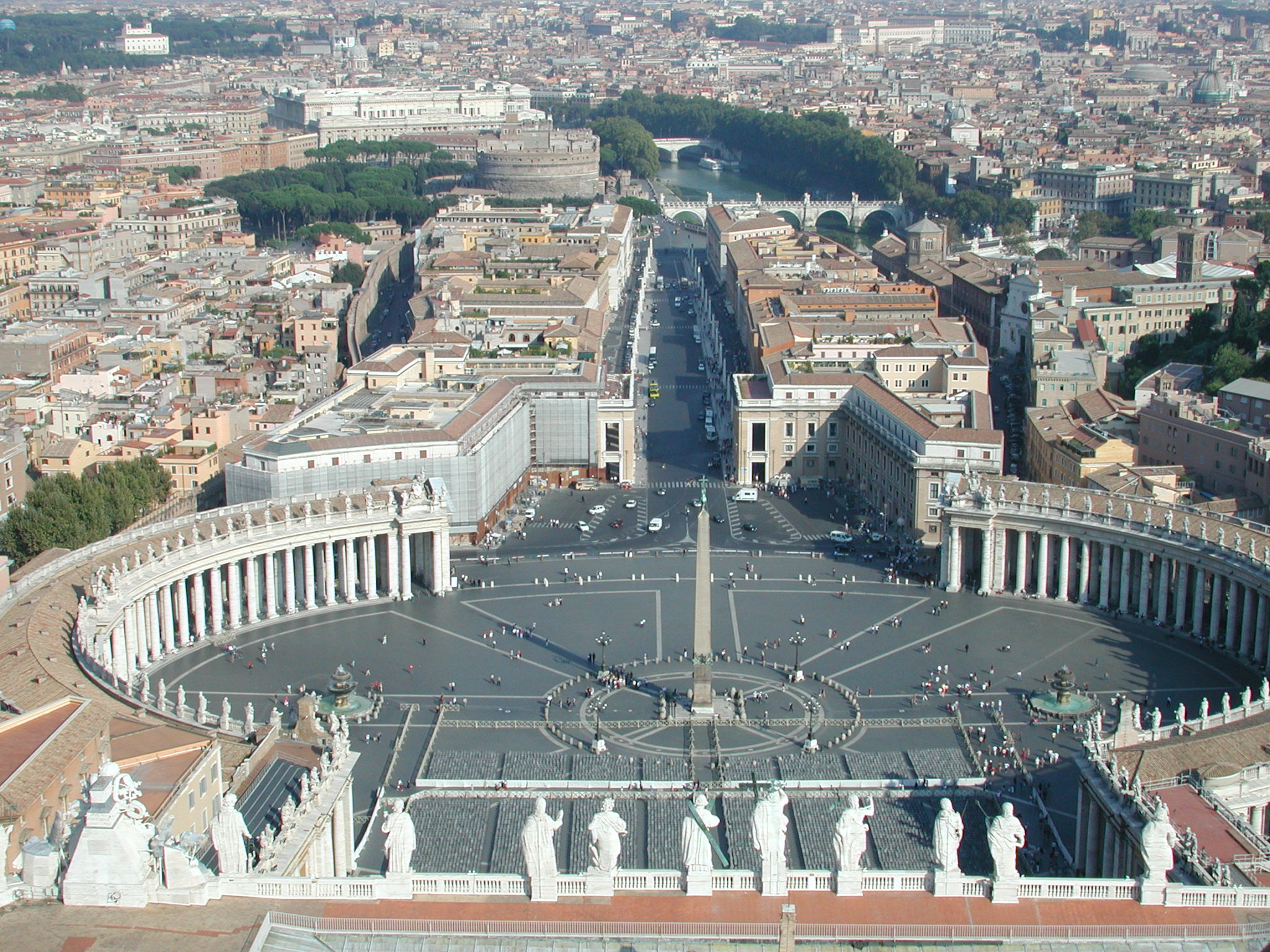
Előtérben a Vatikán a Szent Péter-térrel

Az ókori birodalomban a római vallás volt túlsúlyban, de mindig jelen voltak a provinciákból átvett vallások is. A 4. századtól kezdve a kereszténység vált általánosan elterjedtté.
I. Constantinus császár engedélyezte a keresztény hit gyakorlását, majd II. Theodosius császár a Római Birodalom államvallásává tette. 
Azóta is, – hasonlóan Itália többi részéhez, – Róma túlnyomórészt keresztény vallású, azon belül is főleg katolikus, és a város évszázadok óta fontos vallási és zarándoklat-központ. A katolikus egyház központja Róma lett, ezért a városban nagyszámú keresztény templom található.
A Tiberis (Tevere) folyó mellett található a Vatikán, területe önálló államot képez a városon belül.
A 2010-es években az emberek kb. 80-82 %-a római katolikus.
Az elmúlt évtizedekben a római muszlim közösség növekedése volt tapasztalható, elsősorban az észak-afrikai és a közel-keleti bevándorlóknak köszönhetően.
Rómában van Európa egyik legnagyobb mecsetje, melyet Paolo Portoghesi tervezett, és 1995-ben adtak át.

## Látnivalók
Róma történelmi központja Európa egyik legnagyobb és műemlékekben leggazdagabb történelmi városközpontja, 1980 óta az UNESCO világörökség része. A Tiberis bal partján fekvő történelmi központ a 3. században felépült Aurelianus-féle falak által határolt terület, amely magába foglalja a város alapításának történetéből ismert hét dombot: Capitolinus, Viminalis, Quirinalis, Esquilinus, Caelius, Aventinus és Palatinus. Itt találhatók az antik világ és a kereszténység legszebb műemlékei. A város arculatának alakulása végigkövethető az ókortól egészen napjainkig.
Róma történelmi központjának felvételekor az UNESCO világörökség listájára 1980-ban felmerült egy sajátos jogi probléma: számos épület jogilag nem Olaszországhoz, hanem az 1929-es lateráni szerződések értelmében Vatikán államhoz tartozik, így azokat Olaszország nem jelölhette. Ezen probléma orvoslására 1990-ben Olaszország és Vatikán közösen jelölték ezen épületeket, ami által az Aurelianus-féle falakon belül levő történelmi központ teljes egészében a világörökség része lett.
A San Paolo fuori le mura bazilikának különleges státusza van, hiszen az Aurelianus-féle falakon kívül helyezkedik el, így nem része Róma történelmi központjának. A Vatikán és Olaszország által közösen jelölt világörökségi helyszínek listáján azonban szerepel. Utólagos viták elkerülése érdekében a Világörökségi Bizottság elkülöníti és külön helyszínként említi az előbbiektől.

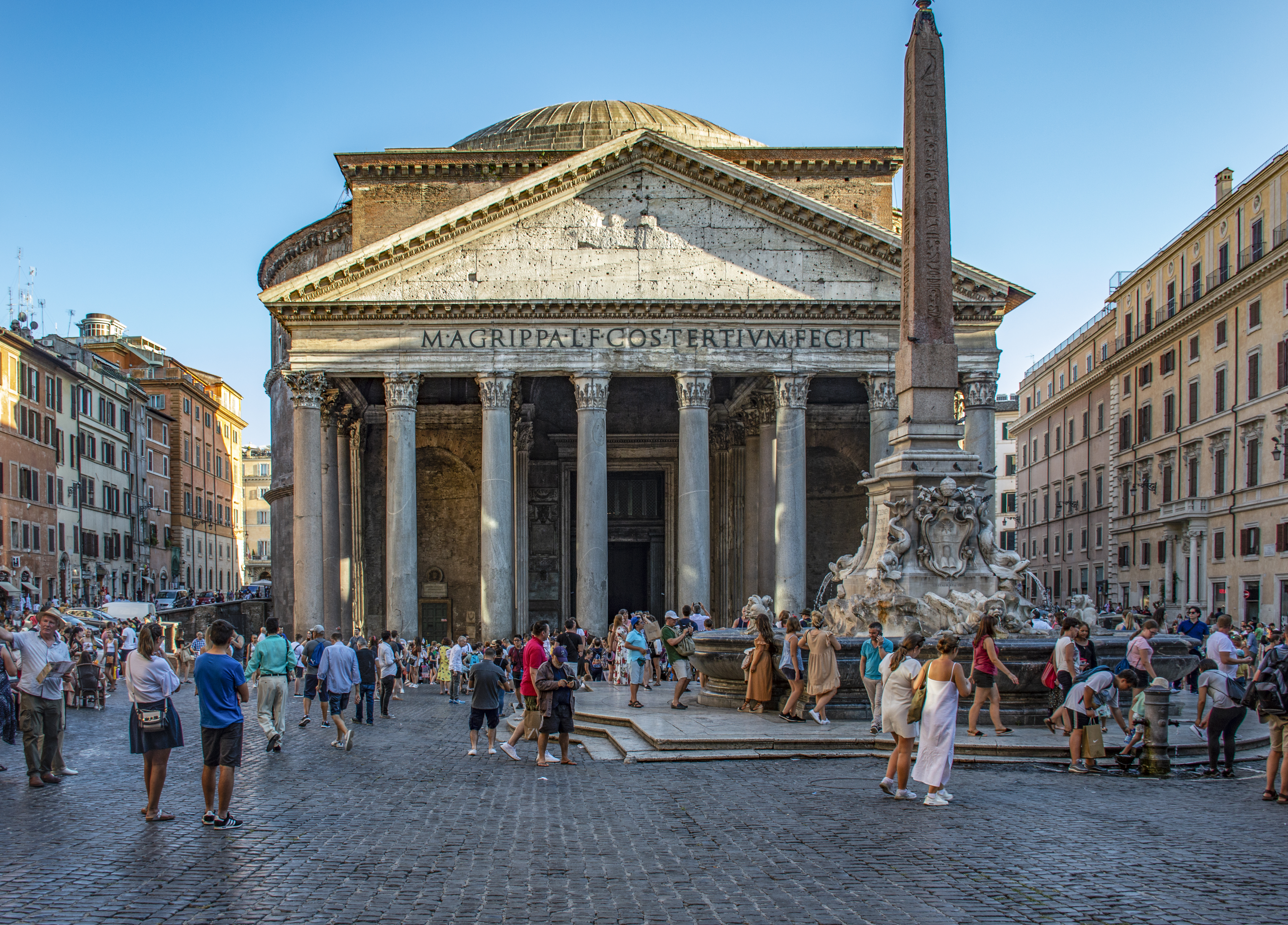
A Pantheon
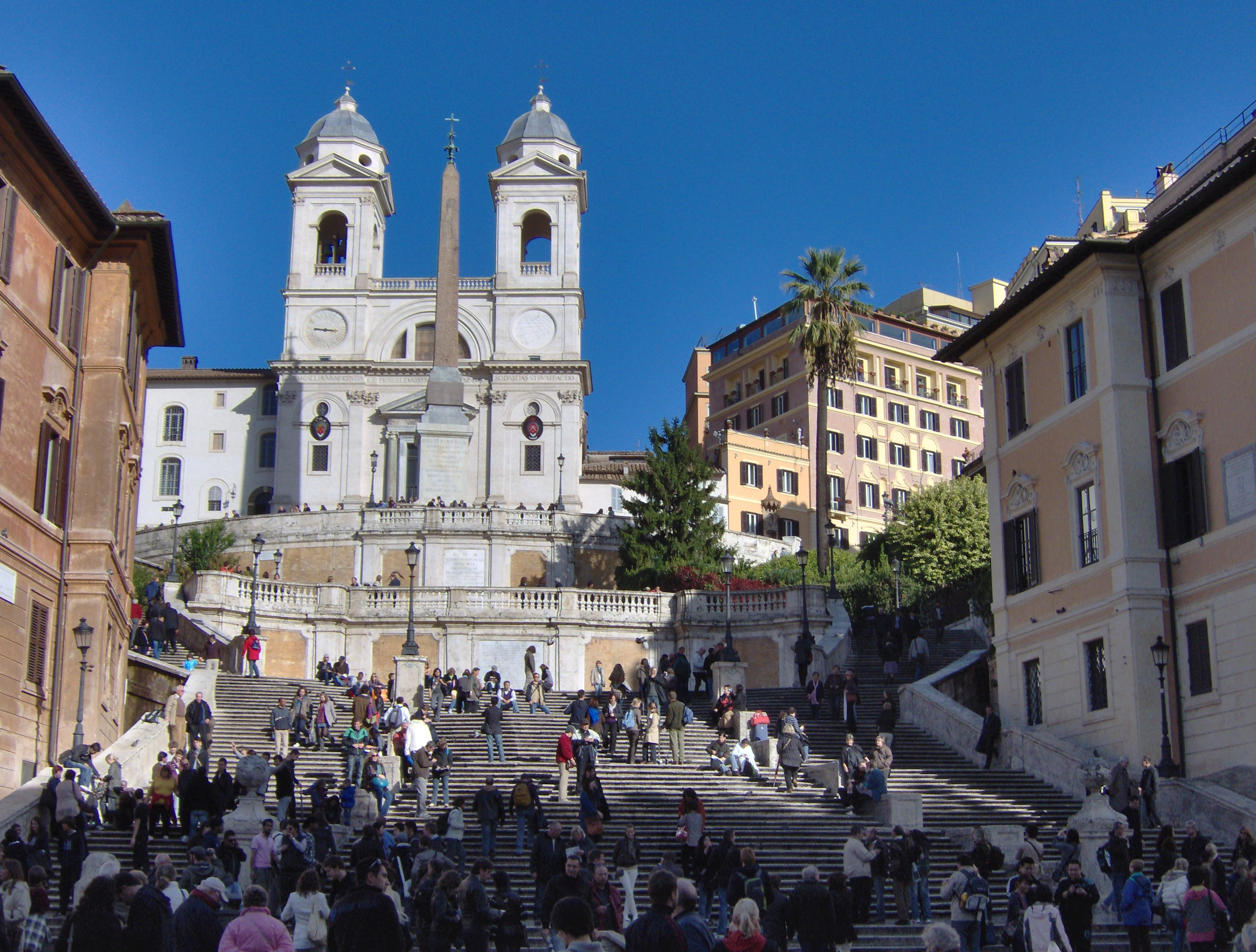
A Trinita dei Monti a Spanyol lépcsővel
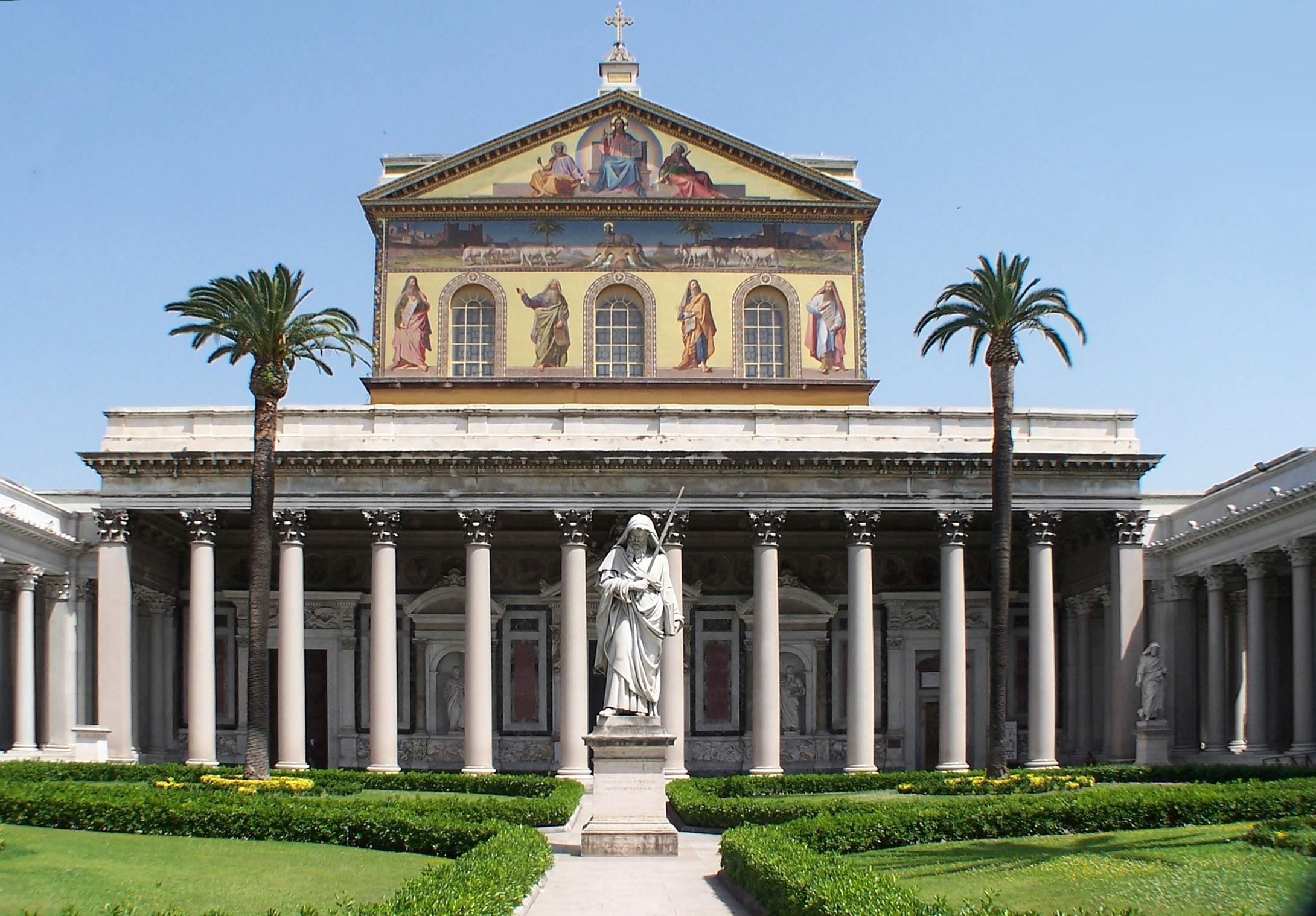
A San Paolo fuori le mura
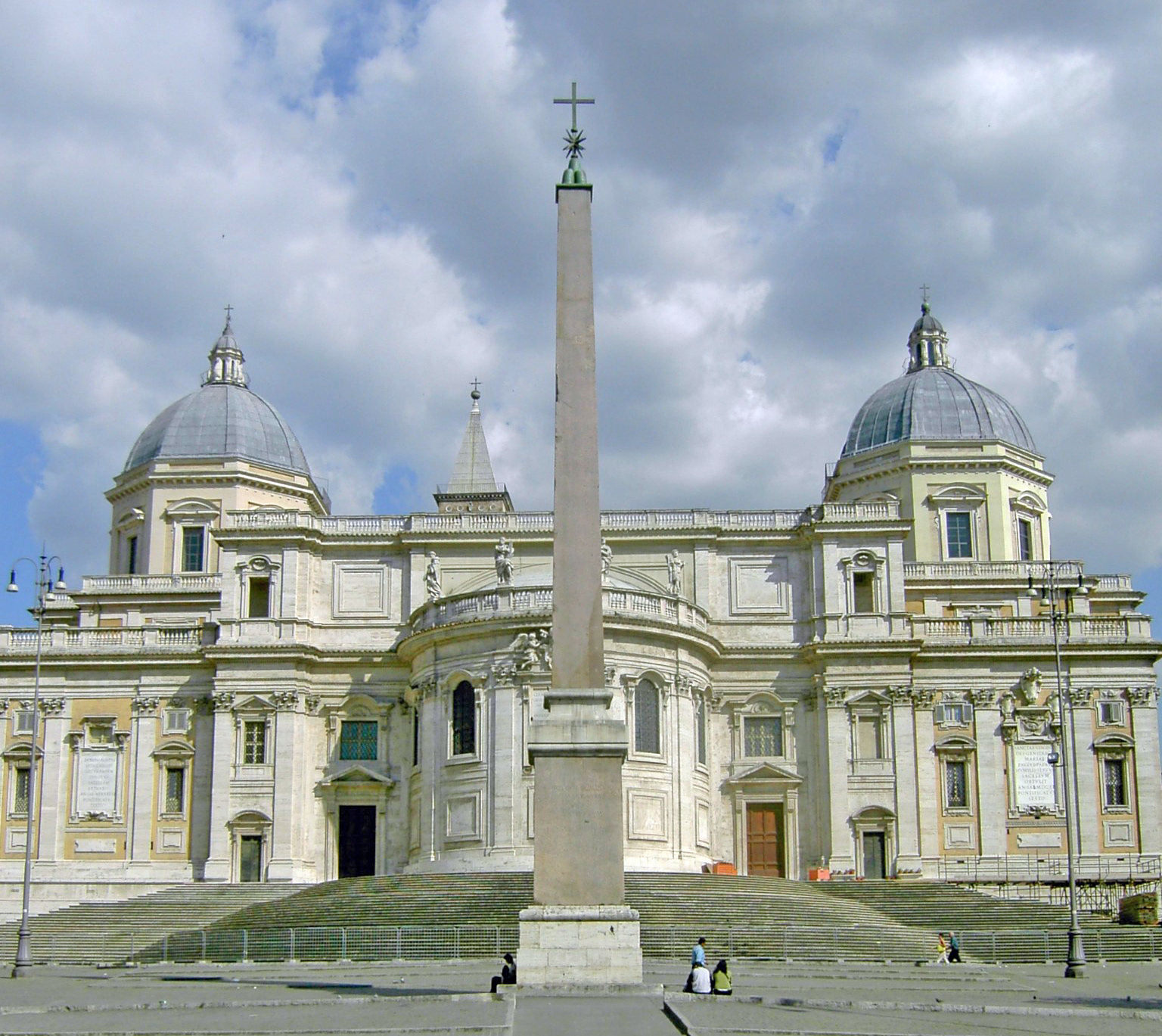
A Santa Maria Maggiore (Esquilino)
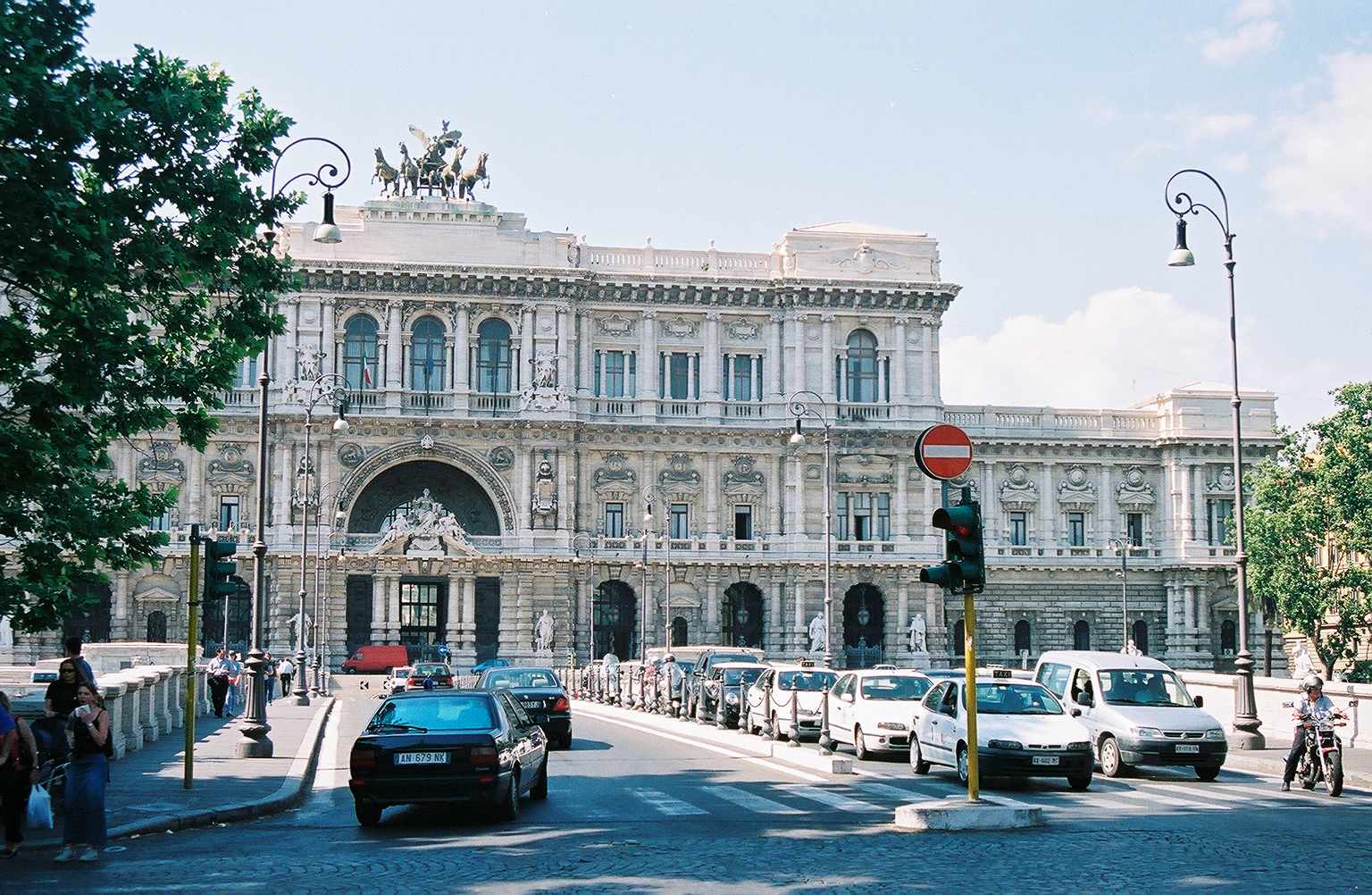
A Palazzo di Giustizia (Prati)
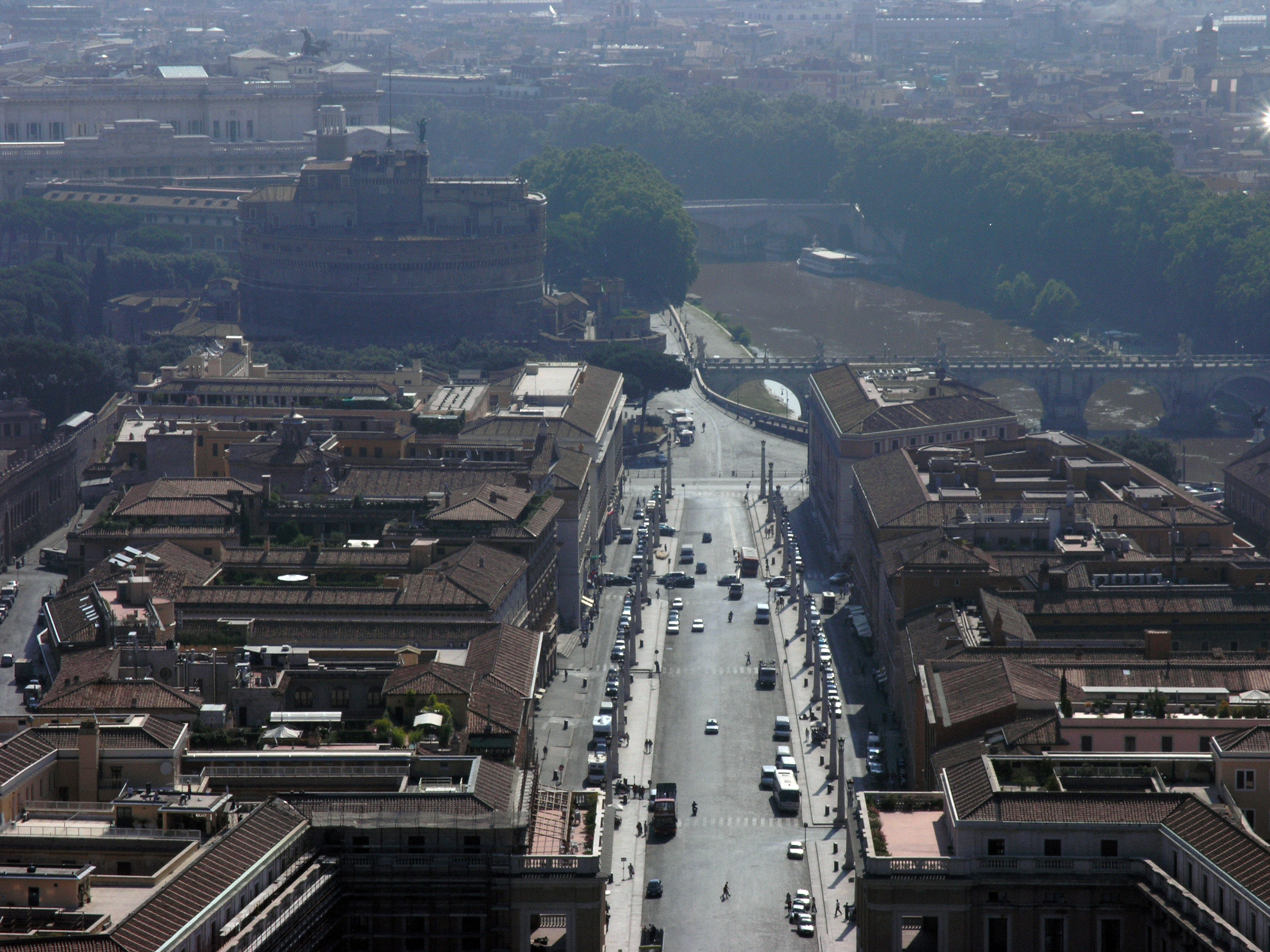
A Via della Conciliazione (Borgo)
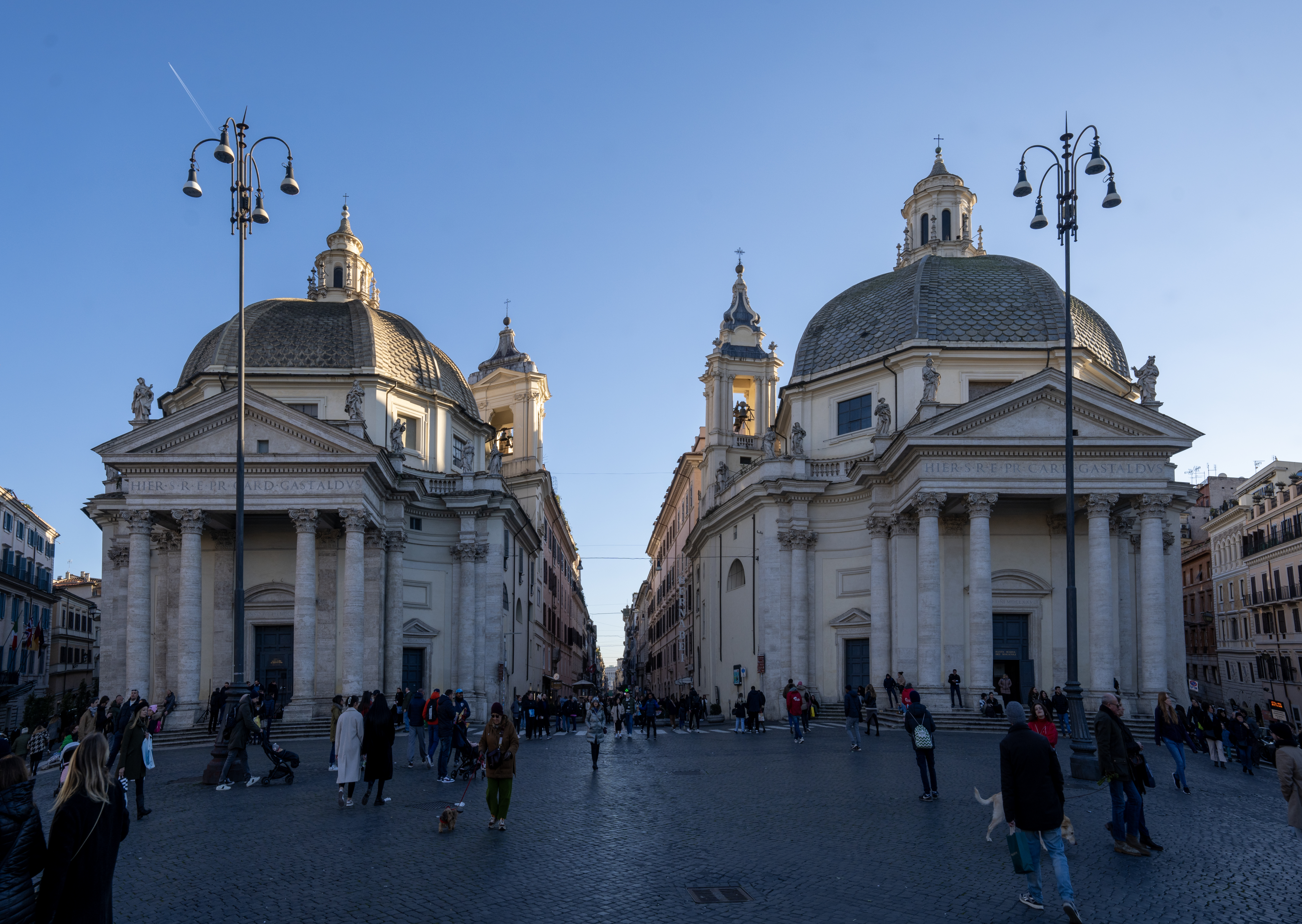
A Piazza del Popolo (Campo Marzio)
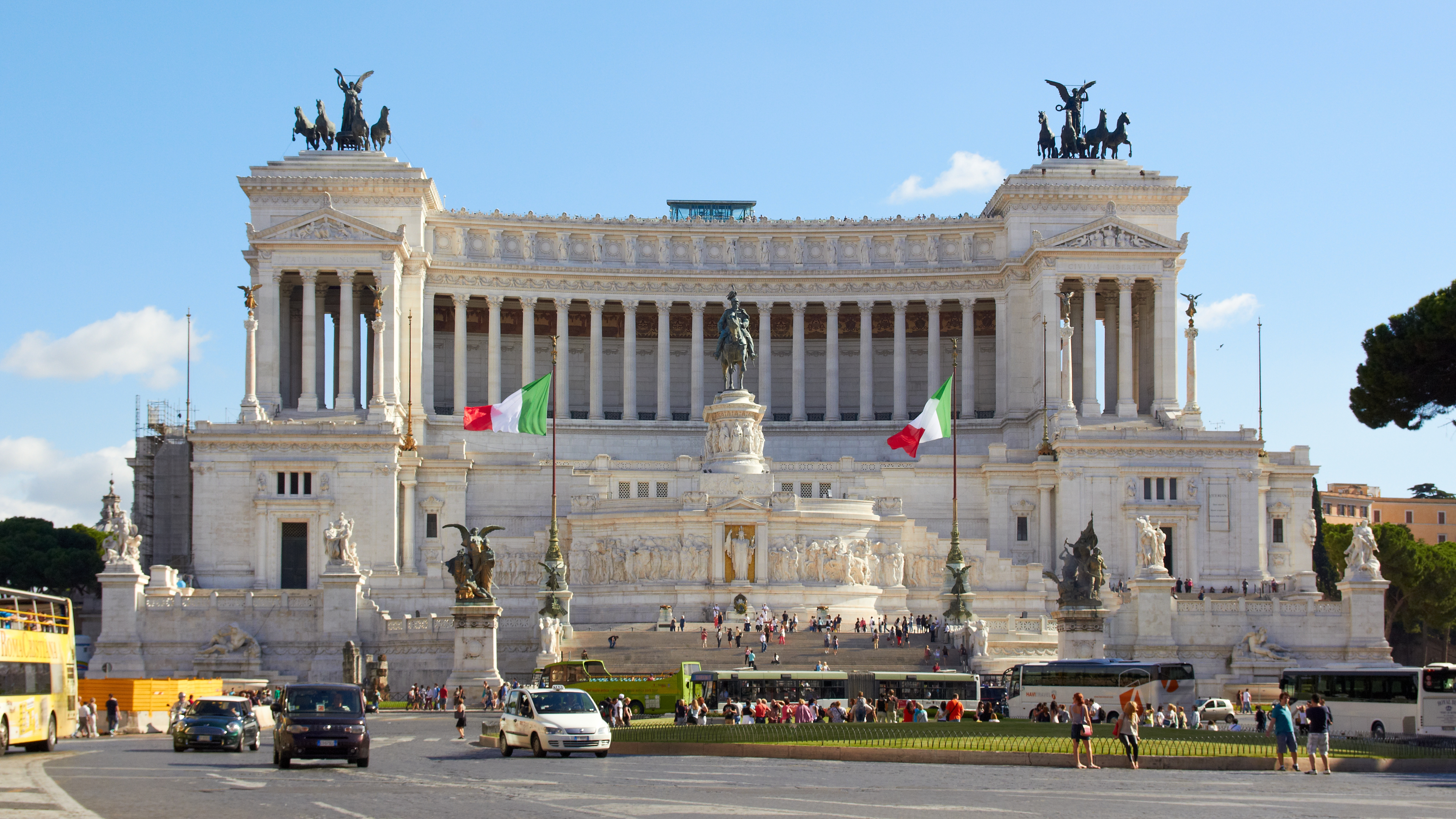
A Vittoriano (Campitelli)
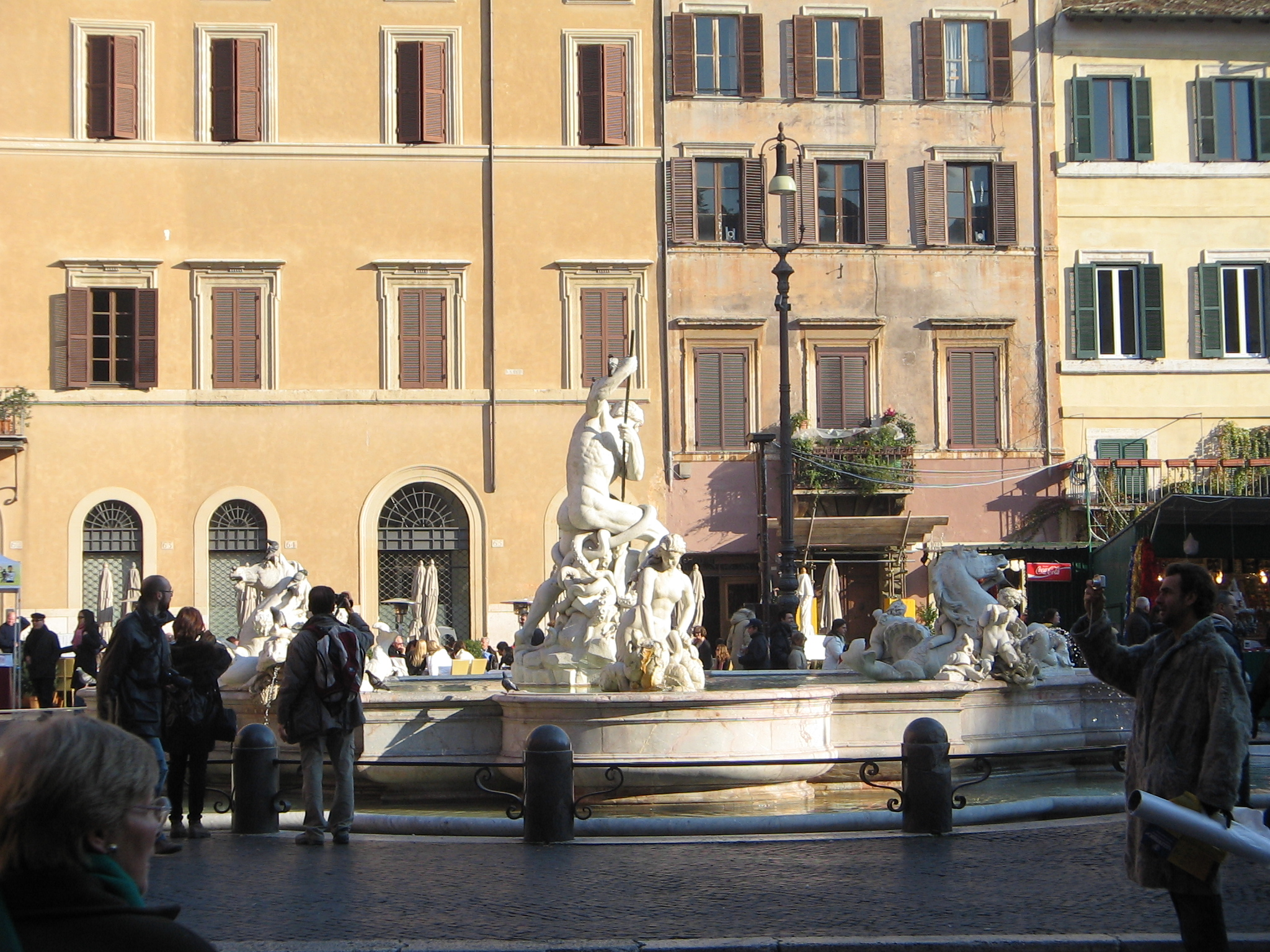
A Fontana di Nettuno (Parione)
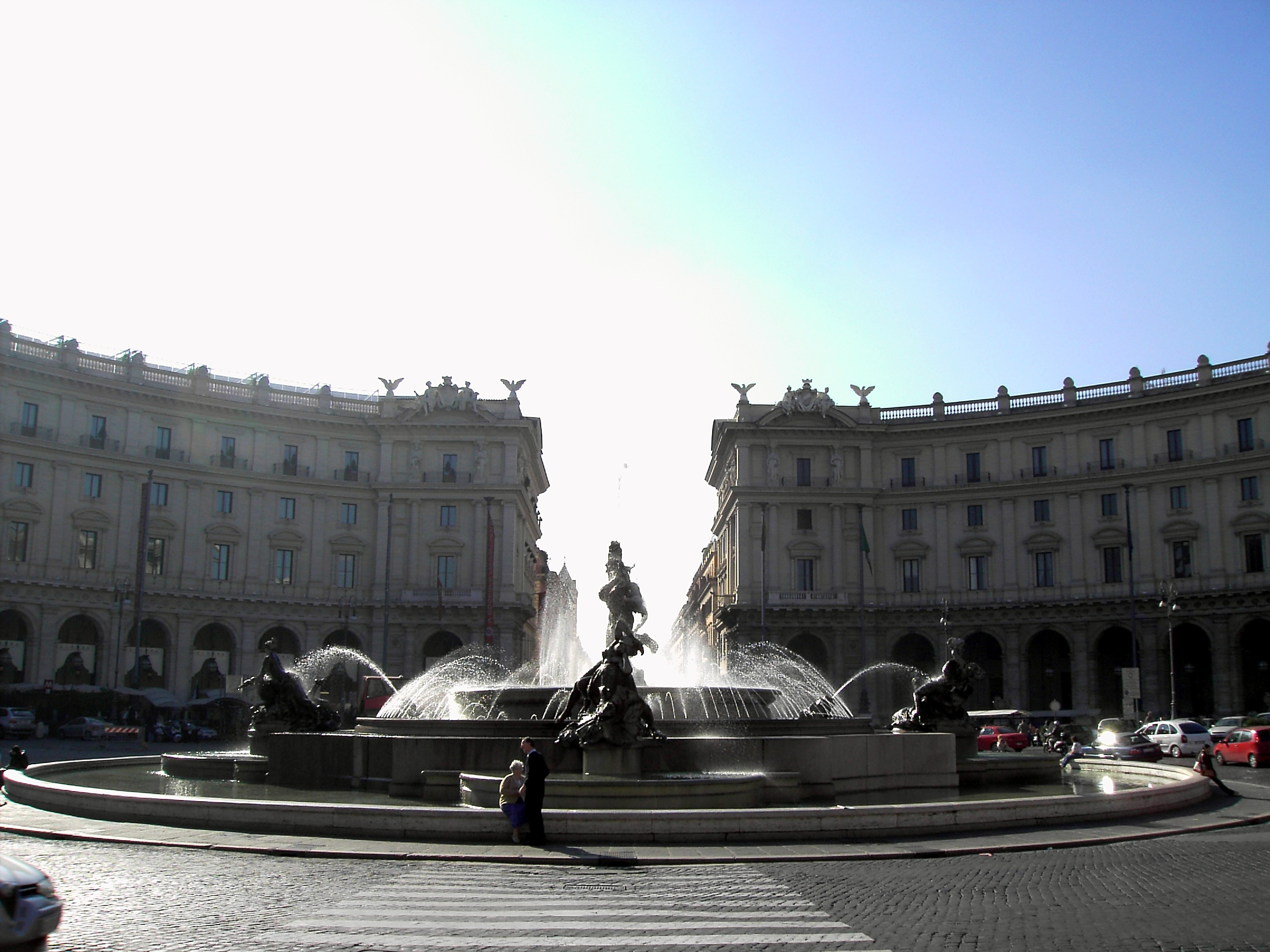
A Piazza della Repubblica (Castro Pretorio)

### Hidak

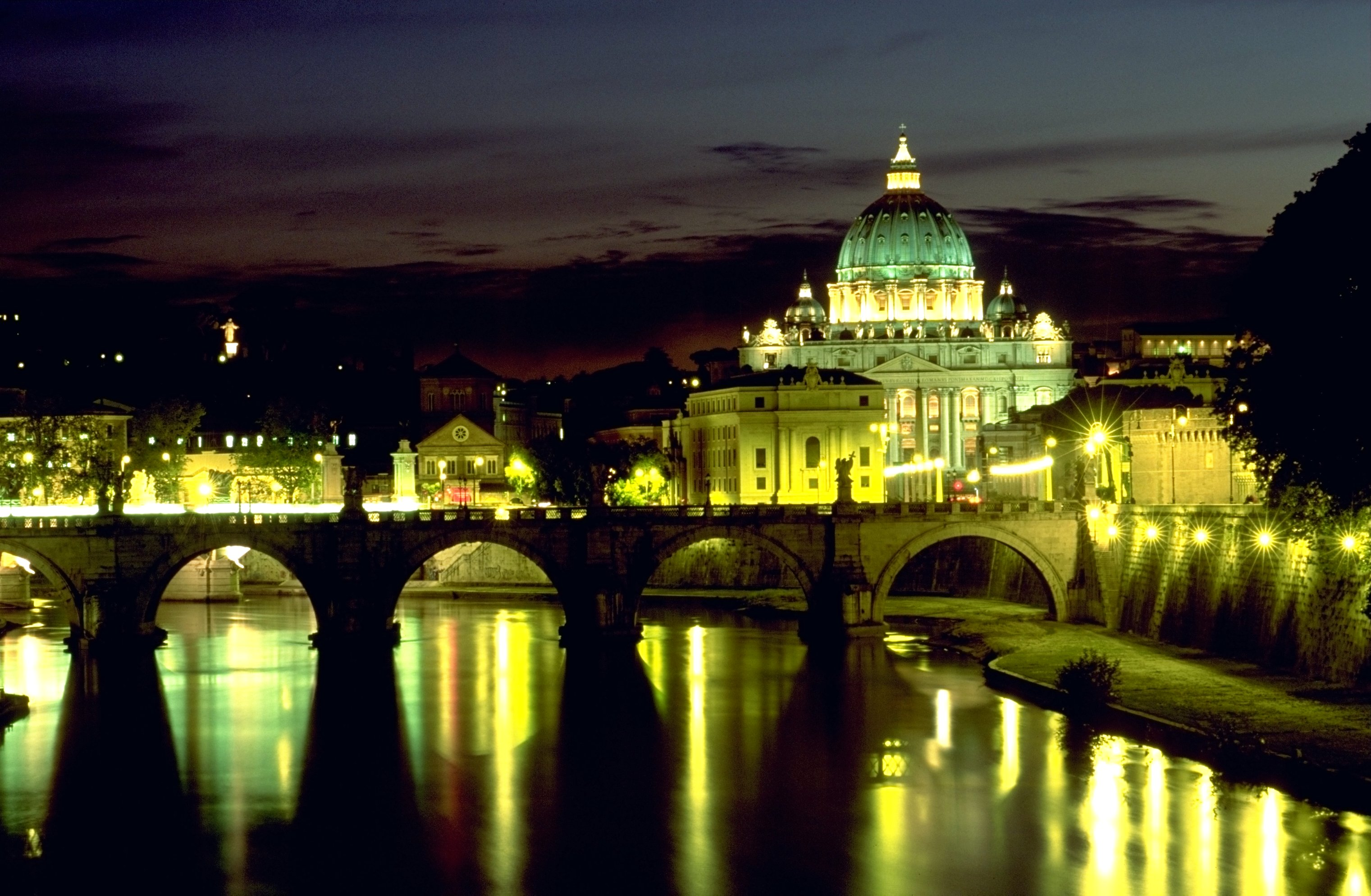
A Ponte Sant'Angelo

- Ponte Sisto: a régi Pons Aurelius helyén 1474-ben építették, és 1874-ben kiszélesítették.
- Ponte Palatino: A Ponte Rotto mellett vezet át a Tiberisen a Forum Boariumtól a túlsó partra.
- Ponte Vittorio Emanuele II: a városközpontból vezet át a Via della Conciliaziona felé.
- Ponte Sant'Angelo: Hadrianus építette híd, az Angyalvárhoz vezet
- Ponte Umberto I: a Foro Agonaléről az igazságügyi palotához vezet. 1895 szeptemberében nyílt meg.
- Ponte Regina Margherita: észak felé fekszik a Piazza del Popolóval a Prati di Castellóhoz vezet. 1892-ből származik.
- Ponte Cavour: északon a Ponte Margherita mellett húzódik, az ideiglenes Ripetta-híd helyettesítette a 19–20. század fordulóján.
- Róma további hídjai Ponte Sublicio, Ponte Milvio, Ponte Cestio, Ponte di Agrippa, Ponte Neroniano, Ponte Elio, Ponte Antonino, Ponte di Probo, Ponte di Valentiniano, Ponte di Ripetta, Ponte dei Fiorentini, Ponte dell'Industria, Ponte Garibaldi, Ponte Mazzini, Szent Pál vasúti híd (Ponte ferroviario di San Paolo), Ponte Risorgimento, Ponte Aventino, Ponte Matteotti, Ponte Flaminio, Ponte Duca d'Aosta, Ponte Testaccio, Ponte di Castel Giubileo, Ponte della Magliana, Ponte Marconi, Ponte di Spinaceto, Ponte di Tor di Quinto, Ponte Pietro Nenni, Ponte Mammolo, Ponte Nomentano, Ponte Salario, Ponte Tazio, Ponte delle Valli.

### Vízvezetékek
Róma vízben való gazdagságát négy nagy vízvezetékének köszönheti, melyek nagyrészt az antik vízvezetékek maradványaira épültek.
Az Acque Vergine a Tevere bal partján fekvő területeket látja el vízzel. Az Acque Felice V. Sixtus pápa (1585–1587) idején készült, az Aqua Alexandria forrásaiból az antik Aqua Marcia és Caludia felhasználásával a keleti dombokon fekvő városrészeknek juttat vizet. Az Acqua Marcia-Pia, amelyet 1870-ben állítottak helyre, Subiaco fölött az Anio-völgyből indul ki és 53 km-nyi távolságból szállítja a vizet. Az Acque Paola, amelyet V. Pál pápa az Aqua Trajana helyreállításával 1609–1611 között készíttetett, a város jobb parti részét látja el és a Lago de Braccianóból ad vizet.

### Katakombák

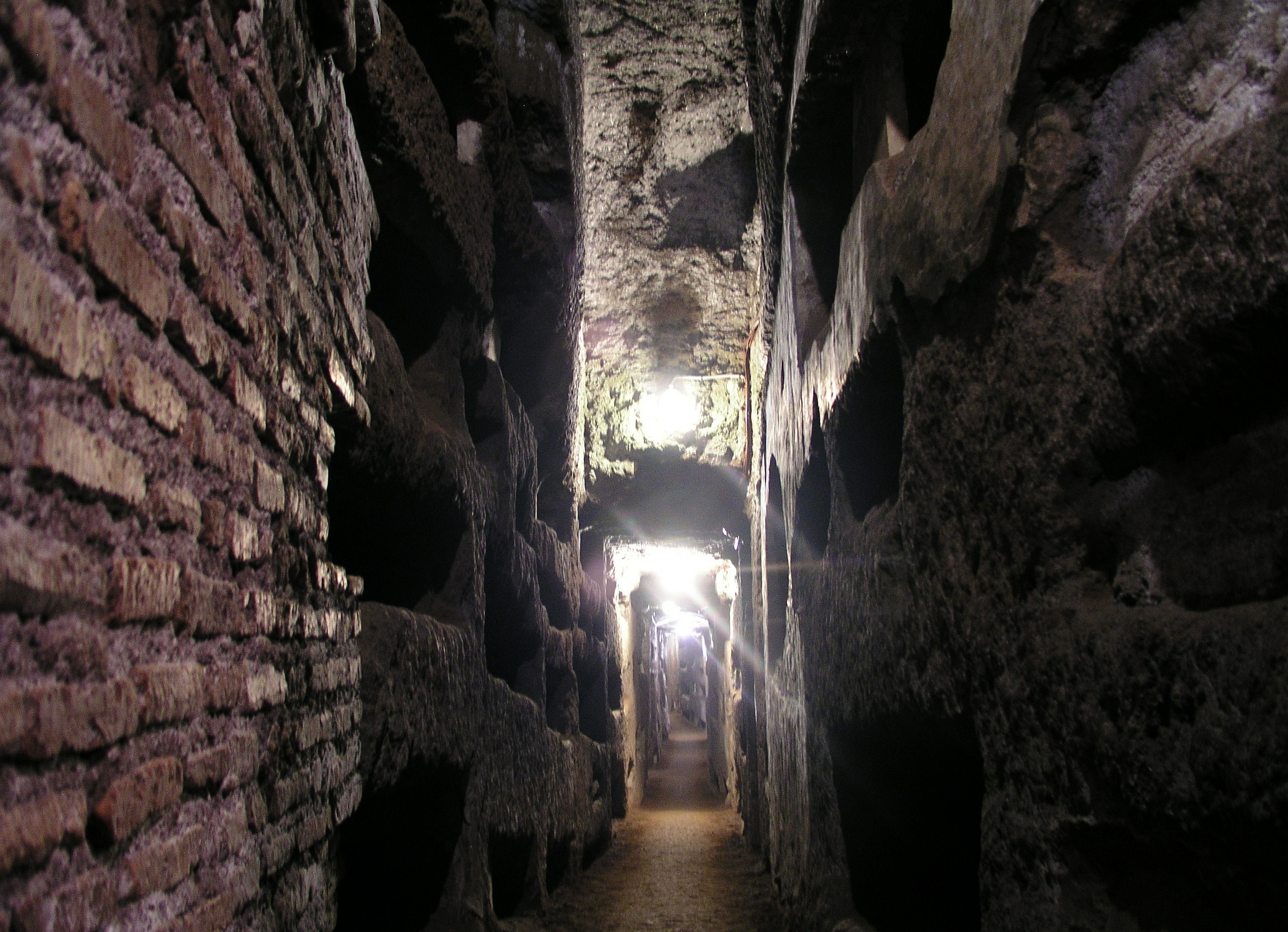
A katakombák egyike, a Domitilla

Több mint negyven római katakomba ismert, és néhányat csak az elmúlt évtizedekben fedeztek fel. Ezek közül az ókeresztény földalatti temetők és menedékhelyek a leghíresebbek: a Szent Callixtus (San Callisto), a Szent Sebestyén (San Sebastiano) és a Szent Domitilla (San Domitilla), az ókorban épített híres út, a Via Appia mentén.

## Kultúra

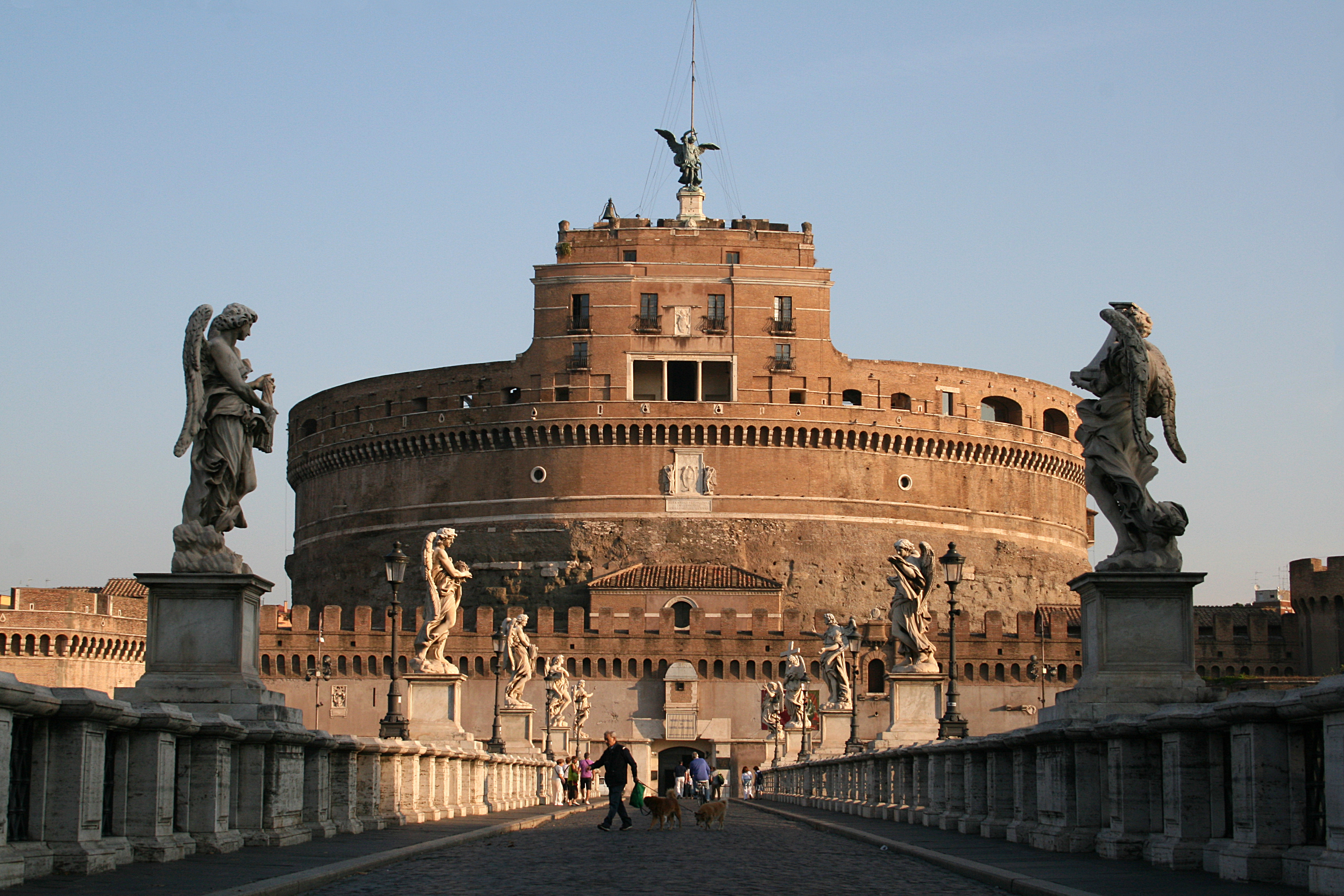
A Castel Sant’ Angelo, az Angyalvár

### Oktatási intézmények
Az 1303-ban alapított római tudományegyetem a legnagyobb Európában, közel 150 000 hallgatóval. Ezen kívül még három állami egyeteme van, továbbá sok magán-felsőoktatási intézménye.

### Múzeumok
- Vatikáni Múzeumok (Musei Vaticani): Róma leggazdagabb kincsestára, a világ egyik legjelentősebb múzeuma, képtárak hosszú sora, amely felejthetetlen és felbecsülhetetlen értékű műkincseket rejt.
- Villa Giulia (Villa Giulia): A korai etruszk művészet kincsestára.
- Galleria Spada (Galleria Spada): a Borromini által tervezett palotában 17–18. századi festmények kínálnak emlékezetes látnivalót.
- Palazzo Corsini Nemzeti Galéria (Galleria Nazionale di Palazzo Corsini): Rubens, Van Dyck, Caravaggio alkotásai tekinthetők meg e képtárban.
- Doria Pamphili Galéria (Galleria Doria Pamphilj): a képtár erőssége reneszánsz gyűjteménye.

- Modern Művészetek Nemzeti Képtára (Galleria Nazionale d'Arte Moderna) — 1883-ban alapították; 41°55′01″N 12°28′56″E

- Borghese Múzeum és Galéria (Museo e Galleria Borghese): ókori görög, illetve római szobrokat és Bernini műveit csodálhatják meg e múzeum látogatói.
- Római Nemzeti Múzeum (Museo Nazionale Romano): archeológiai kiállítást nyújt a városban és környékén feltárt kincsek anyagából.
- Palazzo Barberini Antik Művészeti Nemzeti Galéria (Galleria Nazionale d'Arte Antica a Palazzo Barberini): 13–16. századi műkincsek tárlata tekinthető meg e gyűjteményben.
- Palazzo Venezia Múzeuma (Museo di Palazzo Venezia): iparművészeti jellegű kiállításnak ad otthont, főként középkori és bizánci anyaga említésre méltó.
- Múzeumok a Capitoliumon (Musei Capitolini):
  - Palazzo dei Conservatori
  - Palazzo Nuovo

## Gazdaság
Olaszország fővárosaként Róma az ország összes legfőbb intézményeinek ad otthont, beleértve a parlamentet, a legfőbb bíróságokat és a külföldi országok diplomáciai képviseleteit. Számos nemzetközi intézmény található Rómában, kulturális és tudományos intézmények, vagy az ENSZ szakosított szervezetének székhelye, mint például a FAO. Róma jelentős nemzetközi politikai és kulturális szervezeteknek is otthont ad.
Az egyetemek, a nemzeti rádió és televízió, valamint a filmipar szintén fontos részei a gazdaságnak: Róma az olasz filmipar központja is, a Cinecittà stúdióinak köszönhetően, amelyek az 1930-as évek óta működnek.
Bár Róma gazdaságát a nehézipar hiánya jellemzi, fontos a szolgáltatási ipar, a csúcstechnológiai vállalatok (IT, repülőgépipar, védelem, telekommunikáció), a kutatás, az építőipar és a kereskedelmi tevékenységek (különösen a banki tevékenységek).
A város a banki és biztosítási, valamint az elektronikai, az energia-, a közlekedési és az űripar központja. Számos nemzetközi vállalat és ügynökség székhelye, továbbá kormányminisztériumok, konferenciaközpontok, sporthelyszínek és múzeumok találhatók Róma fő üzleti körzeteiben: az Esposizione Universale Roma (EUR); a Torrino (az EUR-tól délre); a Magliana; a Parco de 'Medici-Laurentina és az úgynevezett Tiburtina-völgy az ősi Via Tiburtina mentén.
Milánó és Torino után a harmadik legfontosabb ipari központ Olaszországban.
- Könnyűipara: textilgyártás, ruha- és cipőgyártás, élelmiszeripar
- Nehézipara: elektrotechnikai cikkek gyártása, gépipar (háztartási gépek), hadiipar, vegyipar: kozmetikai cikkek, parfümök készítése
- Kézműipar: ékszerek, emléktárgyak, hangszerek gyártása

## Közlekedés

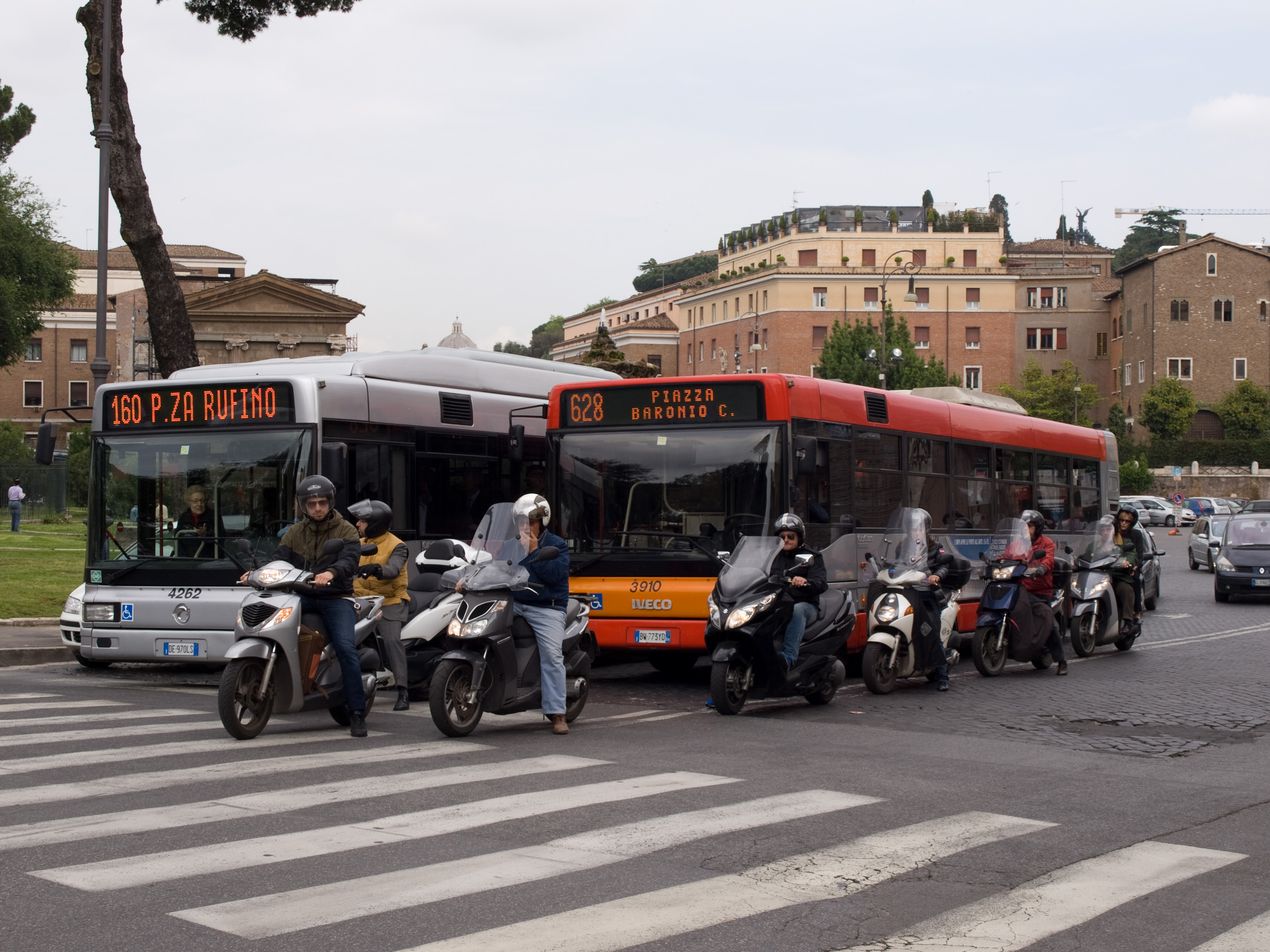
Római buszok és motorosok

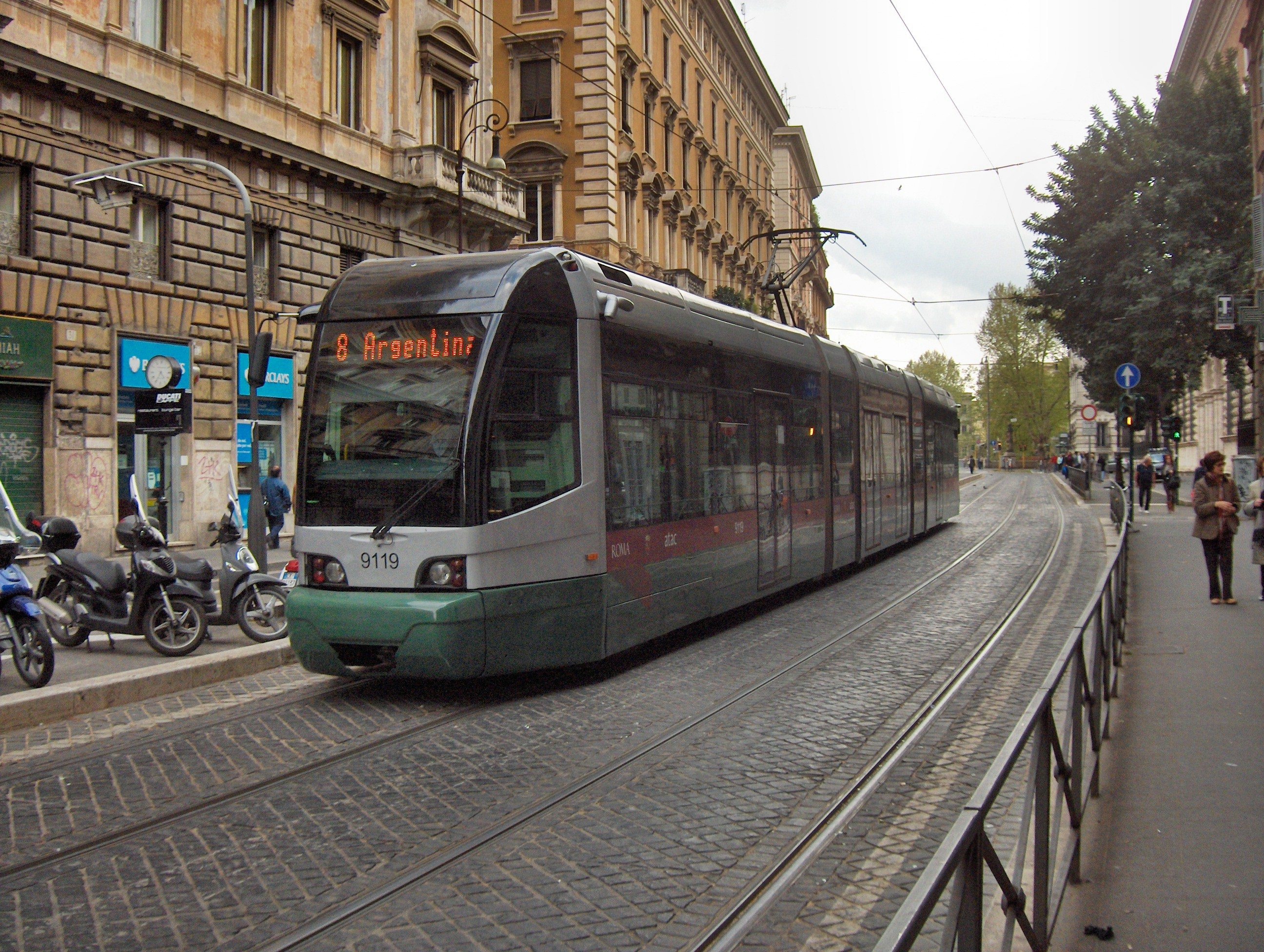
Villamos Róma utcáján

A várost körbevevő autósztráda

Róma történelmi városközpontja nem túl nagy: a Colosseumtól a Spanyol lépcsőig mindössze 2,5 kilométert foglal magában, ezért a legtöbb nevezetesség gyalog is elérhető.
Róma kiterjedt tömegközlekedési hálózattal rendelkezik, minden lehetséges közlekedési eszköz megtalálható itt: busz (241 vonal 2310 kilométeres összhálózattal), metró, villamos (6 villamosvonal), trolibusz. Róma egyes látnivalóinál feltüntettük az oda való eljutást. Éjjel 12:30 és 05:30 között éjszakai buszjáratok közlekednek.
Megemlítendő még a 110-es busz, 09:00-től 20:00-ig, félóránként közlekedik a Termini állomástól és érinti Róma fő nevezetességeit. A buszról bármelyik megállónál le lehet szállni, és ott szétnézni az adott látványosságnál, majd ugyanazzal a jeggyel egy következő buszra felszállni.
Roma Pass vásárlása esetén a tömegközlekedés ingyenes.
2020-ban a légszennyezés miatt kitiltották a dízel járműveket az utakról.

### Vasút
Róma tömegközlekedésében fontos szerepet játszanak a helyi érdekű vasútként funkcionáló FR (ferrovie regionale) vonalak. Közvetlen vonal köti össze Latina, Viterbo és Nettuno településeket Rómával.

### Metró
A városnak három metróvonala van, az A, a B és a C vonal. A ritkább metróhálózat főként annak köszönhető, hogy amint elkezdenek ásni, szinte mindig belebotlanak egy ókori római emlékbe, és ugyanez igaz az építkezéseknél is. Az A és B metróvonal a Termininél keresztezi egymást, míg a legújabb, zöld színű C vonal 3 helyen biztosít átszállást a meglévő metróhálózatra.

### Légi közlekedés
Három repülőtér biztosítja Róma légi közlekedésének ellátását:
- Róma-Fiumicino repülőtér (Leonardo da Vinci nemzetközi repülőtér) (Aeroporto di Roma-Fiumicino / Aeroporto intercontinentale Leonardo da Vinci), vagy röviden Fiumicino
- Róma-Ciampino repülőtér (Giovan Battista Pastine nemzetközi repülőtér) (Aeroporto di Roma-Ciampino/Aeroporto internazionale Giovan Battista Pastine)
- Róma-Urbe repülőtér (Aeroporto di Roma-Urbe /Aeroporto dell'Urbe)

Az egykori L'aeroporto di Centocelle Róma keleti részén, a via Tuscolana és a via Casilina között feküdt, néhány éve leállt a légi forgalom, parkká alakították át.

## Sportélete

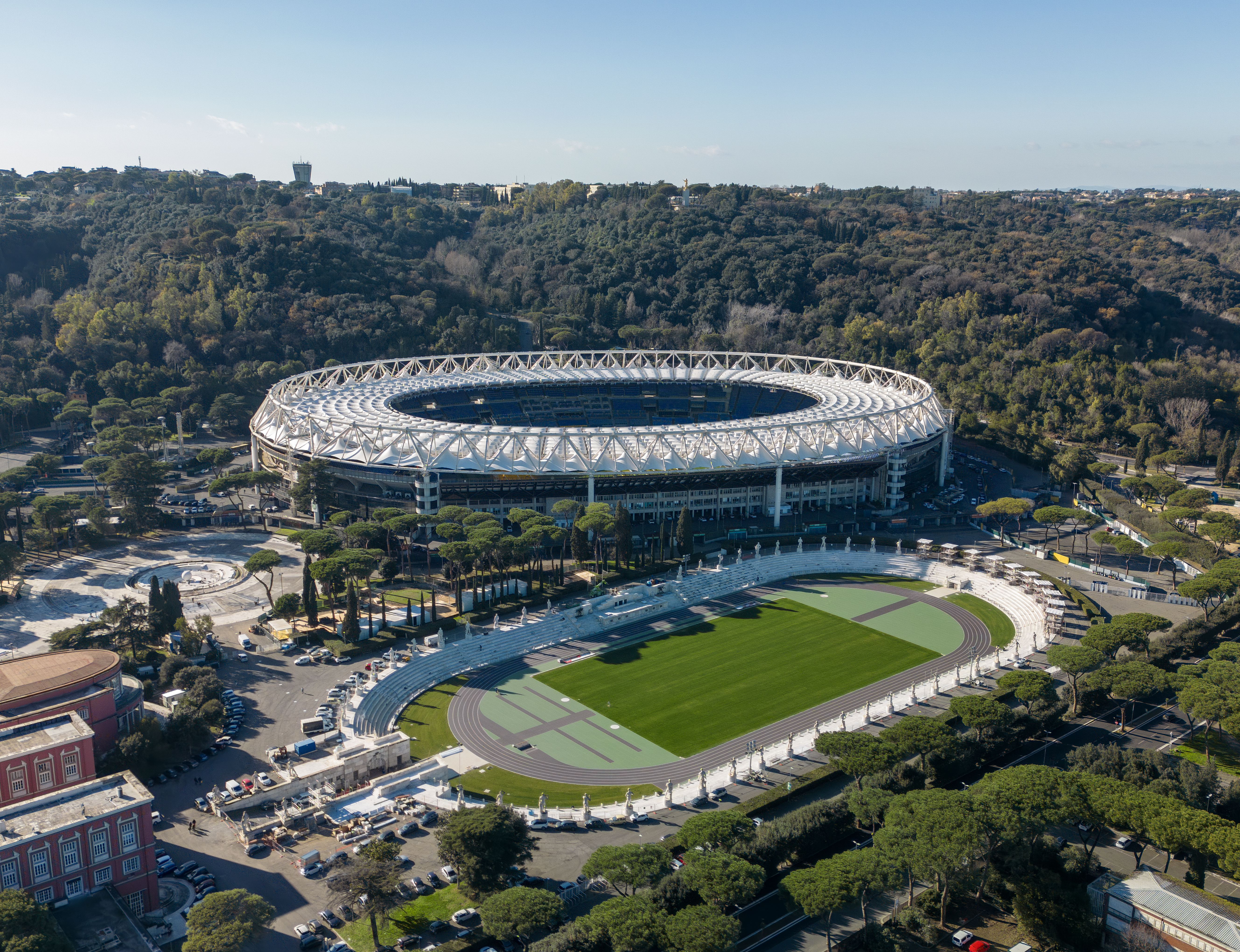
Az Olimpiai Stadion

### Labdarúgás
Mint az ország többi részén, a labdarúgás a legnépszerűbb sportág. A város adott otthont a Nemzetközi Labdarúgó-szövetség 1934-es és 1990-es világbajnoksága utolsó játékainak. Utóbbira az Olimpiai Stadionban került sor.
Nevezetes klubok:
- SS Lazio
- AS Roma vagy teljes nevén Associazione Sportiva Roma

## Nevezetes személyei és lakosai

### Itáliaiak, olaszok
- Szent Domonkos (1170–1221): A Domonkos-rend megalapítójának lakóhelye a Santa Sabina-bazilika kolostora volt az Aventinuson.

### Külföldiek
- Johann Wolfgang von Goethe (1749–1832): a Via del Corso 20. alatt lakott, mely ma múzeum.
- Loyolai Szent Ignác (1491–1556): 1537-ben érkezett ide Spanyolországból és megalapította az első jezsuita templomot.
- Krisztina királynő (1626–1689): a svéd uralkodó 1654-ben lemondott trónjáról és a Via Lungarán fekvő Palazzo Corsinibe költözött.
- Jean Auguste Ingres (1780–1867): a francia festő 1806–1820 között élt Rómában, majd 1834-ben visszatért a Villa Medicibe.
- James Stuart (1688–1766): az angol trónt nem tudva megszerezni római száműzetésbe vonult, XI. Kelemen pápa nekiadta a Palazzo Balestrát.
- Lord Byron (1788–1824): rövid látogatást tett Rómában, a Colosseum ihlette a Manfréd és a Child Harold egyes részeinek, versszakainak megírására.
- Percy Bysshe Shelley (1792–1822): 1819-ben a Caracalla-termák romjai nyugalmában írta A megszabadított Prométheuszt.

## Róma a kultúrában

### Rómában játszódó irodalmi művek
- Matilde Serao: La conquista di Roma (1885)
- Henryk Sienkiewicz: Quo vadis (1895)
- Émile Zola: Roma (1896)
- Gabriele D’Annunzio: Il Piacere (1899)
- André Gide: Les caves du Vatican (1914)
- Alberto Moravia: Gli indifferenti (1929); La Romana (1947); Racconti romani
- Pier Paolo Pasolini: Ragazzi di vita (1955), Una vita violenta (1959)
- Carlo Emilio Gadda: Quer pasticciaccio brutto de via Merulana (1957)
- Elsa Morante: La Storia (1974), Aracoeli (1982)
- Lénárd Sándor : Római történetek
- Dan Brown : Angyalok és Démonok

### Rómában játszódó filmek
- Róma, nyílt város (1945, rendezte: Roberto Rossellini)
- Biciklitolvajok (1948, rendezte: Vittorio De Sica)
- Róma 11 óra (rendezte: Giuseppe De Santis)
- Római vakáció (rendezte: William Wyler)
- Római lányok (rendezte: Luciano Emmer)
- Quo Vadis? (1951) (rendezte: Mervyn LeRoy)
- Egy nap a parkban (rendezte: Franciolini)
- Egy nap a bíróságon (rendezte: Franciolini)
- A sorompók lezárulnak (Umberto D.) (rendezte: Vittorio de Sica)
- A római lány (Moravia regényéből rendezte Luigi Zampa)
- Cabiria éjszakái (1957, rendezte: Federico Fellini)
- A kaszás (1962, rendezte: Bernardo Bertolucci)
- A csóró (1961, rendezte: Pier Paolo Pasolini)
- Mamma Róma (1962, rendezte: Pier Paolo Pasolini)
- Fellini-Róma (rendezte:Federico Fellini)
- Az édes élet (Federico Fellini)
- Gente di Roma (rendezte: Ettore Scola)
- A szemközti ablak (2003, rendezte: Ferzan Özpetek)
- Csáó Lizzie
- Bűvölet (különböző rendezők)
- Tre metri sopra il cielo (rendezte: Luca Lucini)
- Notte prima degli esami
- Angyalok és démonok (2009)
- Rómának szeretettel (rendezte: Woody Allen)
- Róma körül (rendezte: Gianfranco Rosi)
- U.N.C.L.E. Embere

### Közmondások, állandó jelzők
- Róma, az örök város

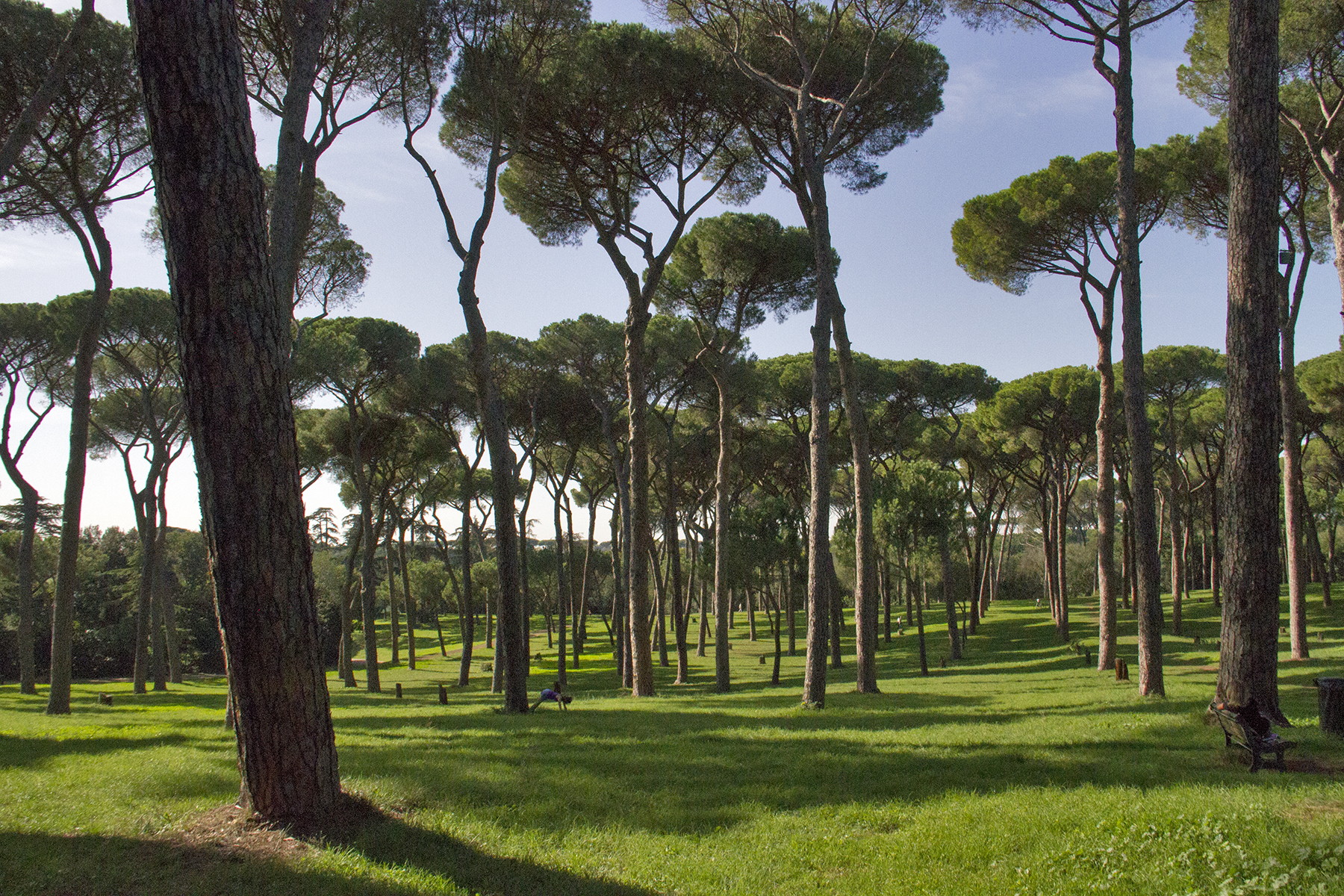
Mandulafenyők, Villa Doria Pamphili

  - Nem véletlenül kapta a város ezt az elnevezést, hiszen a főváros megidézi a régmúltat, egy rövid sétával is évszázadokat járunk be és érezhetjük az örökkévalóság harmóniáját. A ragadványnév mögött évezredes hagyományokra vonatkozó római öntudat rejlik. A kifejezés Albius Tibull, római költő tollából származik, ő nevezte Rómát „örök városnak”. A könyvében, Apolló napistennek szánt himnuszában leírta Róma sajátosságait és előre jelezte a birodalom virágzását. Azt mondta, ha Róma elbukik, akkor az egész világ el fog bukni. A költő Augustus császár uralkodása idejében élt, ebben az időben rengeteget fejlődött a Római Birodalom. Ekkoriban Róma régi épületeit rekonstruálták, új intézményeket építettek, valamint új utak építésével fejlődött a kereskedelem is.[15][16]
- Rómában élj úgy, mint a rómaiak!
  - Ha külföldön vagyunk, illik betartani az ország szokásait. A kifejezés eredete egészen a IV. századig vezethető vissza, amikor a Római Birodalom kettészakadt. Szent Ambrus verséből ered ez a mondás, viszont Jeremy Taylor pap használta először a Ductor Dubitantium írásában, ezzel arra utalt, hogy a protestáns és katolikus egyház dogmatikus tételeit hogyan alkalmazzák jogi esetekben. 1599-ben Henry Porter darabjában is megjelenik a kifejezés.[17]
- Minden út Rómába vezet.
  - Az egyik jelentése, hogy egy célt többféle módon is el lehet érni, így bármelyik utat választjuk ugyanaz lesz a végeredmény. A másik, hogy a még jelentéktelennek tűnő szálak is a vezetők kezében futnak össze. A mondás eredete római utak összetettségéhez és megközelíthetőségéhez köthető. A mondás Jean Lafontaine, francia fabulista által terjedt el. A kifejezés már az ókori Rómában felmerült, amikor a birodalom kiterjesztette területeit. Új utakat kellett építeni ahhoz, hogy az adókat időben el lehessen vinni Rómába, a futárrendszer működjön és a katonák is gyorsan el tudjanak jutni különböző területekre. Mivel ekkoriban még tényleg minden út a fővárosba vezetett, a mondásnak szószerinti értelme volt. Róma központjában felállították a Milliarium Aureum oszlopot, itt tüntették fel, hogy milyen távol vannak a birodalom fontos városai.[15]
- Róma sem egy nap alatt épült fel.
  - A nagyszerű dolgok véghezviteléhez idő és erőfeszítés szükséges, nem szabad semmit sem elsietni. Először egy középkori francia versben fedezhető fel ez a mondás. 1545-ben Richard Taverner fordításában tűnik fel megint. 1564-ben I. Erzsébet angol királynő szájából is elhangzott a mondat a cambridge-i látogatása során.[18]
- Rómát látni és meghalni.
  - Az eredeti olasz kifejezés „Látni Nápolyt és meghalni” volt. Mivel semmi sem olyan szép, mint Nápoly, ha meglátogatod, akkor teljes az életed. A mondás abból az időből ered, amikor Nápolynak nagyobb kulturális és nemzeti szerepe volt Rómánál. Azonban, ha manapság egy lenyűgöző olasz helyszínre gondolunk, akkor Róma jut eszünkbe és sok közmondás is Rómával kapcsolatos, természetesebben hangzik ennél a kifejezésnél is a főváros használata.[19]

## Magyar vonatkozások
Bár Rómába is emigráltak magyarok, de számarányuk nem túl jelentős. Ennek ellenére több magyar vonatkozású emlék is található az Örök Városban.
A második világháború után nyugatra disszidált Triznya házaspár (Triznya Mátyás és Szőnyi Zsuzsa) évtizedeken keresztül nyújtott menedéket a magyar szellemi elit számára otthonukban, az úgynevezett „Triznya-kocsmában”.
De a régmúlt emlékeit is felfedezhetjük egy-egy építményen belül. Ilyen például a világ talán leghíresebb temploma, a Szent Péter-bazilika altemplomában található Magyar Kápolna (Cappella Ungherese), amely sajnos nehezen látogatható. Könnyen megtekinthető ellenben a bazilika főkapuja (Porta del Filarete), amelynek domborművei között a magyar korona is felbukkan, és látogatható a sekrestyefolyosója is, ennek belső falán a 2000-ben elhelyezett HEIC EXSTABAT kezdősorú emléktábla emlékezik meg arról, hogy valaha itt állt a Szent István által épített zarándokház. A római székesegyháznak számító Szent János-bazilikában II. Szilveszter pápa sírja fölött látható SILVESTRO SECVNDO kezdetű emléktábla szintén Szent Istvánhoz kapcsolódik. Nem tartozik a legfőbb látványosságok közé, de a Colosseumtól rövid sétával megközelíthető a magyarok nemzeti temploma, a hazai vonatkozásokban gazdag Santo Stefano Rotondo, és említést érdemel a templom történetéhez is kapcsolódó, szintén belvárosi Collegium Germanicum et Hungaricum papnevelő intézet is. A Gianicolo dombon a garibaldista hősök szobrai között található Türr István szobra. A város falakon kívül található a Piazza Ungheria (Magyarország tér), amelynek sarkán működött a Bar Hungaria.
Akadnak a belvárosban olyan épületek is, amelyeknél semmi jel nem mutat arra, hogy rendelkeznek magyar vonatkozással: a Palazzo Venezia és a Palazzo Chigi épületeiben működött az Osztrák–Magyar Monarchia szentszéki és olaszországi nagykövetsége, illetve a város leghíresebb pályaudvarának, a Roma Termininek, homlokzati frízét a magyar származású Amerigo Tot tervezte.
A sport kedvelői számára érdekes lehet, hogy a magyar Újpest csapatával vívta első mérkőzését az AS Roma csapata. Ezen felül az olasz válogatott az Aranycsapattal vívott meccsével avatta fel a második világháború után újjáépített Olimpiai Stadiont. Az SS Lazio meccsein pedig még a mai napig felcsendül az 1956 hőseire emlékező Avanti ragazzi di Buda kezdetű dal.
Hála a kiemelkedő turizmusnak találunk olyan helyeket a városon belül, ahol érdekes római–magyar interakciókat tapasztalhat az ember. Ilyenek például a San Pietro in Vincoli előtt található árusok, akik ha magyar szót hallanak lelkes Jó napot!-tal üdvözölnek bennünket, és még egy kicsit alkudozni is lehet velük magyarul. Magasabb szinten művelik a nyelvet a Sapienza Egyetemen, ahol magyar tanszék is működik.

## Testvérvárosa
- Párizs, Franciaország (1956) („Csak Róma méltó Párizsra; csak Párizs méltó Rómára.”)

## Partnervárosai
- Achacachi, Bolívia
- Belgrád, Szerbia
- Cincinnati, Amerikai Egyesült Államok
- New York, Amerikai Egyesült Államok
- Peking, Kína
- Plovdiv, Bulgária
- Szöul, Dél-Korea
- Tokió, Japán
- Szováta, Románia